# Deutsche Fußballnationalmannschaft/Weltmeisterschaften
Der Artikel beinhaltet eine ausführliche Darstellung der deutschen Fußballnationalmannschaft bei Weltmeisterschaften. Deutschland wurde je viermal Weltmeister, Zweiter und Dritter und ist damit am häufigsten unter den ersten Drei platziert, bestritt die zweitmeisten Spiele (112), stellt seit 2014 mit Miroslav Klose erneut den besten Torschützen (16 Tore), stellte zunächst seit 1970 mit Uwe Seeler (21 Spiele) und von 1998 bis 2022 mit Lothar Matthäus (22 bis 25 Spiele) die Spieler mit den meisten Spielen sowie seit 1958 mit Sepp Herberger (10 bis 18 Spiele) und seit 1974 mit Helmut Schön (19 bis 25 Spiele) die Trainer mit den meisten Spielen und Siegen (Schön/16). Zudem hält Deutschland eine Vielzahl von weiteren WM-Rekorden. Nur Brasilien nahm häufiger an der WM-Endrunde teil. Während das Deutsche Reich an der ersten Austragung 1930 freiwillig nicht teilnahm, war die Bundesrepublik Deutschland für die Austragung 1950 nicht zugelassen. Für alle anderen Austragungen konnte sich Deutschland sportlich qualifizieren (davon dreimal durch den Gewinn der vorherigen Weltmeisterschaft) oder war als Gastgeber (1974 und 2006) automatisch qualifiziert. 2018 schied Deutschland erstmals in der Vorrunde aus.
Der DFB ist der erste Verband, dessen Frauen- und Männer-Nationalmannschaft Weltmeister wurden. 2023 kam mit Spanien ein zweiter Verband hinzu.

## Die Nationalmannschaft bei Weltmeisterschaften

### Übersicht
| Jahr | Gastgeberland  | Teilnahme bis …  | Gegner                     | Ergebnis | Trainer           | Bemerkungen und Besonderheiten |
| ---- | -------------- | ---------------- | -------------------------- | -------- | ----------------- | --- |
| 1930 | Uruguay        | keine Teilnahme  | –                          | –        |                   | Zu hoher Aufwand für Reise nach Südamerika (Weltwirtschaftskrise)                                                                         |
| 1934 | Italien        | Spiel um Platz 3 | Österreich                 | 3. Platz | Otto Nerz         | Im Halbfinale gegen die Tschechoslowakei ausgeschieden                                                                                    |
| 1938 | Frankreich     | Achtelfinale     | Schweiz                    | (10.)    | Sepp Herberger    | „Großdeutsche Mannschaft“ nach „Anschluss Österreichs“, K.-o.-System (nur ein Gegner)                                                     |
| 1950 | Brasilien      | keine Teilnahme  | –                          | –        |                   | Neu gegründeter DFB ist noch kein FIFA-Mitglied                                                                                           |
| 1954 | Schweiz        | Finale           | Ungarn                     | 1. Platz | Sepp Herberger    | „Wunder von Bern“, „Geist von Spiez“ |
| 1958 | Schweden       | Spiel um Platz 3 | Frankreich                 | 4. Platz | Sepp Herberger    | „Schlacht von Göteborg“ im Halbfinale gegen Schweden                                                                                      |
| 1962 | Chile          | Viertelfinale    | Jugoslawien                | (7.)     | Sepp Herberger    | Herbergers letzte WM als Trainer |
| 1966 | England        | Finale           | England                    | 2. Platz | Helmut Schön      | „Wembley-Tor“ |
| 1970 | Mexiko         | Spiel um Platz 3 | Uruguay                    | 3. Platz | Helmut Schön      | „Jahrhundertspiel“ im Halbfinale gegen Italien                                                                                            |
| 1974 | BR Deutschland | Finale           | Niederlande                | 1. Platz | Helmut Schön      | Niederlage gegen DDR durch „Sparwasser-Tor“; „Nacht von Malente“; „Wasserschlacht von Frankfurt“                                          |
| 1978 | Argentinien    | Zwischenrunde    | u. a. Österreich           | (6.)     | Helmut Schön      | „Schmach von Córdoba“ |
| 1982 | Spanien        | Finale           | Italien                    | 2. Platz | Jupp Derwall      | „Nichtangriffspakt von Gijón“; „Nacht von Sevilla“                                                                                        |
| 1986 | Mexiko         | Finale           | Argentinien                | 2. Platz | Franz Beckenbauer | „Suppenkasper-Affäre“ |
| 1990 | Italien        | Finale           | Argentinien                | 1. Platz | Franz Beckenbauer | Triumph des „Kaisers“ |
| 1994 | USA            | Viertelfinale    | Bulgarien                  | (5.)     | Berti Vogts       | „Stinkefinger-Affäre“ (Stefan Effenberg)                                                                                                  |
| 1998 | Frankreich     | Viertelfinale    | Kroatien                   | (7.)     | Berti Vogts       | Erste Niederlage gegen Kroatien |
| 2002 | Südkorea/Japan | Finale           | Brasilien                  | 2. Platz | Rudi Völler       | Erstes WM-Spiel gegen Brasilien |
| 2006 | Deutschland    | Spiel um Platz 3 | Portugal                   | 3. Platz | Jürgen Klinsmann  | Im Halbfinale gegen Italien ausgeschieden (0:2 n. V.)                                                                                     |
| 2010 | Südafrika      | Spiel um Platz 3 | Uruguay                    | 3. Platz | Joachim Löw       | Erneute 0:1-Niederlage gegen Spanien nach 2008                                                                                            |
| 2014 | Brasilien      | Finale           | Argentinien                | 1. Platz | Joachim Löw       | 1:0 n. V., Erster Titel in Südamerika, Mineiraço (7:1-Sieg über Brasilien)                                                                |
| 2018 | Russland       | Vorrunde         | Mexiko, Schweden, Südkorea | (22.)    | Joachim Löw       | Erstmals mit 10 Siegen qualifiziert. Nach zwei Niederlagen und einem Sieg als Gruppenletzter ausgeschieden.                               |
| 2022 | Katar          | Vorrunde         | Japan, Spanien, Costa Rica | (17.)    | Hansi Flick       | Als erste Mannschaft nach dem Gastgeber qualifiziert. Nach einer Niederlage, einem Remis und einem Sieg als Gruppendritter ausgeschieden. |

Statistik

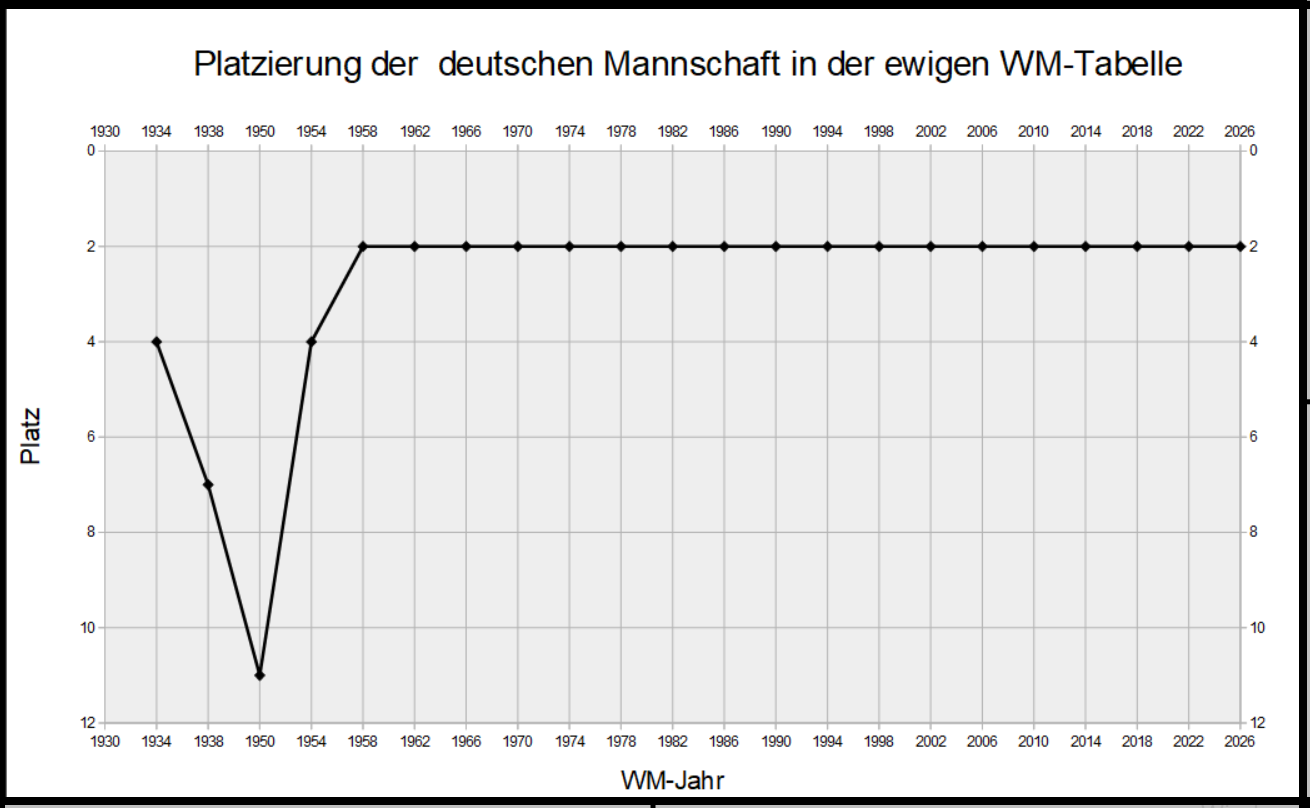
Platzierung der deutschen Mannschaft in der ewigen WM-Tabelle

(Angaben inkl. 2022: 22 Weltmeisterschaften; Prozentangaben sind gerundet)
- Teilnahmeverzicht: einmal (5 %; 1930)
- Keine FIFA-Mitgliedschaft: einmal (5 %; 1950)
- Sportliche Qualifikation (inkl. 3× als Titelverteidiger): 18× (100 % der Versuche)
- Teilnahme ohne Qualifikation als Gastgeber: zweimal (9 %; 1974 und 2006)
- Ausscheiden in der Vorrunde: zweimal (9 %; 2018 und 2022)
  - Ausscheiden im Achtelfinale bzw. in der Ersten Runde: einmal (5 %; 1938)
  - Ausscheiden im Viertelfinale bzw. in der Zwischenrunde (Platz 5–8): viermal (18 %; 1962, 1978, 1994 und 1998)
  - Ausscheiden im Halbfinale: fünfmal (23 %; 1934, 1958, 1970, 2006 und 2010)
    - 3. Platz: viermal (18 %; 1934, 1970, 2006 und 2010)

  - Vizeweltmeister: viermal (18 %; 1966, 1982, 1986 und 2002)
    - Weltmeister: viermal (18 %; 1954, 1974, 1990 und 2014)

Häufigster letzter Gegner ist Argentinien (dreimal, immer im Finale), Deutschland ist für Argentinien ebenfalls der häufigste letzte Gegner (fünfmal: dreimal im Finale, zweimal im Viertelfinale)
Die deutsche Mannschaft ist die erste Mannschaft, die sowohl gegen eine südamerikanische Mannschaft (Argentinien, 2×) als auch gegen europäische Mannschaften (Ungarn und die Niederlande) Weltmeister werden konnte. Dem DFB gelang die sportliche Qualifikation zu allen (20 einschließlich 2022) WM-Turnieren. 1950 konnten sie sich nicht qualifizieren, da Deutschland kriegsbedingt noch nicht wieder in die FIFA aufgenommen wurde und somit für die Qualifikation nicht teilnahmeberechtigt war. Die deutsche Nationalmannschaft war als Titelverteidiger oder Gastgeber fünfmal direkt qualifiziert und hat in 15 (einschließlich 2022) WM-Qualifikationsturnieren noch kein Auswärtsspiel verloren, die erste der drei Heimniederlagen erfolgte im Oktober 1985 gegen Portugal, die zweite 2001 gegen England, die dritte 2021 gegen Nordmazedonien.

### WM 1930 in Uruguay
Die erste Fußball-Weltmeisterschaft fand auf dem südamerikanischen Kontinent in Uruguay statt. Es war die einzige Weltmeisterschaft, für die keine Qualifikationsspiele ausgetragen wurden. Wie einige andere europäische Nationen sagte der DFB die Teilnahme der deutschen Mannschaft wegen des hohen Aufwandes – allein die Anreise der vier teilnehmenden europäischen Mannschaften auf dem Seeweg dauerte über zwei Wochen – und die damit verbundenen Kosten ab. Hinzu kam, dass die deutschen Spieler zu dieser Zeit noch Amateure waren und eine so lange Freistellung vom Arbeitgeber nur schwer zu erreichen war. In Rumänien sorgte beispielsweise König Karl II. per Dekret dafür, dass die Spieler drei Monate Urlaub bekamen und anschließend wieder eingestellt wurden.
Die deutsche Nationalmannschaft konnte sich danach für alle Weltmeisterschaften, zu denen sie zugelassen war, qualifizieren. Die erste Niederlage in einem Qualifikationsspiel gab es am 16. Oktober 1985 gegen Portugal. Die Qualifikation für die WM 1986 war zu diesem Zeitpunkt aber schon gesichert, so dass die Niederlage keine Auswirkung mehr auf die Qualifikation hatte.

### WM 1934 in Italien

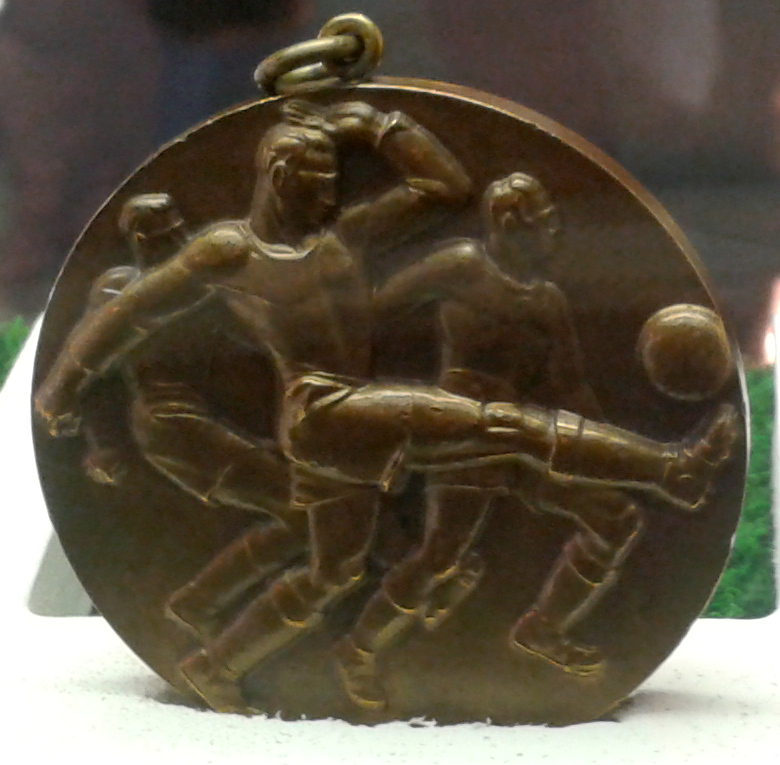
Die Bronzemedaille der WM 1934 ging an die deutsche Mannschaft

Bei ihrem ersten Auftritt bei einer Weltmeisterschaft, die komplett im K.-o.-System durchgeführt wurde, erreichte die deutsche Mannschaft das Halbfinale. Reichstrainer Otto Nerz hatte einen sehr jungen Kader zusammengestellt, das Durchschnittsalter betrug 23,4 Jahre und jeder Spieler hatte im Schnitt erst 5,8 Länderspiele bestritten. Fünf Spieler hatten vor der WM noch kein Länderspiel absolviert, drei Spieler erst eins, sogar zwei Zweitligaspieler standen im Kader. Der erfahrenste Spieler war Kapitän Fritz Szepan von Schalke 04. Beim 5:2 gegen Belgien erzielte Stanislaus Kobierski das erste WM-Tor für Deutschland zur 1:0-Führung. Sie gerieten dann zur Halbzeitpause zwar mit 1:2 in Rückstand, konnten das Spiel aber in der zweiten Halbzeit drehen, wobei zunächst Otto Siffling in seinem ersten Länderspiel für den Ausgleich sorgte und Edmund Conen als bis heute jüngstem Spieler der erste echte Hattrick der WM-Geschichte gelang. Im Viertelfinale gewannen die Deutschen durch zwei Tore von Karl Hohmann mit 2:1 gegen Schweden, das zuvor Vizeweltmeister Argentinien ausgeschaltet hatte und daher als Favorit galt. Damit standen sie im Halbfinale gegen die Tschechoslowakei, gegen die sie noch nie gespielt hatten. Begünstigt durch mehrere Fehler des deutschen Torwarts Willibald Kreß verloren sie mit 1:3. Kreß wollte eigentlich nicht mehr spielen, aber Fachamtsleiter Linnemann war dagegen. Es war dann aber das letzte Länderspiel für Kreß. Der dreifache Torschütze Oldřich Nejedlý wurde mit insgesamt fünf Toren Torschützenkönig des Turniers. Durch ein 3:2 gegen Österreich wurde Deutschland letztlich WM-Dritter. Dabei gelang Ernst Lehner bereits nach 25 Sekunden das schnellste Tor der deutschen WM-Geschichte. Diese Marke wurde erst 1962 vom Tschechoslowaken Václav Mašek im Spiel gegen Mexiko unterboten, der bereits nach 15 Sekunden das erste Tor bei der 1:3-Niederlage gegen Mexiko erzielte.

### WM 1938 in Frankreich
Die von Sepp Herberger neu aufgebaute Mannschaft zählte spätestens ab dem mit 8:0 gegen Dänemark gewonnenen Freundschaftsspiel im Mai 1937 (nach dem Austragungsort wurde diese Mannschaft dann „Breslau-Elf“ genannt) zu den Favoriten für die Fußball-Weltmeisterschaft 1938. Sie hatte sich mit drei Siegen in drei Spielen gegen Estland, Finnland und Schweden qualifiziert und dabei 11:1 Tore geschossen. Das letzte Tor beim 5:0 hatte der damals 22-jährige spätere Bundestrainer Helmut Schön in seinem ersten Länderspiel erzielt. Allerdings hatte es in den darauf folgenden Spielen nur drei Remis (jeweils 1:1 gegen die Schweiz, Ungarn und Portugal) sowie ein 2:1 gegen Luxemburg gegeben, wobei Herberger beim Spiel gegen Luxemburg fünf Neulinge einsetzte. Kurz vor der WM gab es dann noch ein 3:6 in Bestbesetzung gegen England, bei dem mit dem später in Frankreich vom Platz gestellten Johann Pesser erstmals ein Wiener mitwirkte. Die Österreicher hatten sich durch ein 2:1 gegen Lettland ebenfalls für die WM qualifiziert, die beiden folgenden Spiele gegen Ungarn und die Tschechoslowakei aber mit jeweils 1:2 verloren.
Bereits im Achtelfinale kam dann das Aus gegen die Nachbarn aus der Schweiz. Reichte es im ersten Spiel noch zu einem 1:1 nach Verlängerung – der ersten Verlängerung für beide Mannschaften und mit dem ersten Platzverweis bei einer WM für Deutschland –, musste sich die deutsche Mannschaft fünf Tage später im Wiederholungsspiel – Elfmeterschießen waren damals noch nicht erdacht – mit 2:4 geschlagen geben, was das schlechteste Abschneiden bei einer WM bedeutete.
Als ein Grund für das frühe Ausscheiden wird eine zusammengewürfelte Mannschaft aus den Nationalmannschaften Österreichs und Deutschlands angesehen. Infolge des kurz vor dem Turnier erfolgten Anschlusses Österreichs an das Deutsche Reich wurde von politischer Seite für die WM eine Aufstellung zu gleichen Teilen bzw. 6:5 aus Reichsdeutschen und deutschen Österreichern gefordert. Herberger wurde so gezwungen, gegen seinen Willen mit einer nicht eingespielten Mannschaft anzutreten, deren Spieler zudem verschiedene Spielsysteme bevorzugten. Während der reichsdeutsche Mittelläufer eher nach englischer Art ein „Stopper“ war und die Außenläufer und Halbstürmer das Spiel machten, spielte der österreichische Mittelläufer weit offensiver und dominanter. Das von Herberger aus England übernommene WM-System war den Österreichern unbegreiflich. Hinzu kam, das die Wiener Spieler vor dem Anschluss an Deutschland Profis waren, was in Deutschland verboten war, und sie ernste Zukunftssorgen während der WM-Vorbereitung plagten.
Von den Spielern, die sich vier Jahre zuvor im kleinen Finale gegenüberstanden, waren von der deutschen Mannschaft Torhüter Hans Jakob (ohne Einsatz), Paul Janes (beide Spiele), Rekordnationalspieler Ernst Lehner (beide Spiele), Reinhold Münzenberg (ohne Einsatz), Otto Siffling (ohne Einsatz) und Fritz Szepan (Kapitän im Wiederholungsspiel) wieder dabei, von den Österreichern nur Franz Wagner, der aber nicht eingesetzt wurde.

### WM 1950 in Brasilien
Die deutsche Fußballnationalmannschaft bestritt am 22. November 1942 ihr letztes Länderspiel in Bratislava (Pressburg) gegen die Slowakei, danach wurde der Länderspielbetrieb kriegsbedingt eingestellt. 1945 wurde nicht nur das Deutsche Reich, sondern auch das Fachamt Fußball, das im Dritten Reich den DFB ersetzt hatte, aufgelöst. Beim FIFA-Kongress in Luxemburg wurden 1946 zudem die Kriegsverlierer Deutschland und Japan unbefristet aus dem Weltverband ausgeschlossen. Das von 1938 bis 1945 an das Reich angeschlossene Österreich war nicht von Sanktionen betroffen, ebenso wenig wie die ehemalige Achsenmacht Italien. Schweizer Bemühungen um eine Wiederanerkennung der deutschen Fußballer scheiterten 1948.
Bei Aufhebung des internationalen Spielverbots im Mai 1949 war keine der Besatzungszonen bzw. der neuen Staaten im Nachkriegsdeutschland politisch, wirtschaftlich und sportlich in der Lage, eine von der FIFA anerkannte Auswahlmannschaft aufzustellen, so dass Deutschland auch ohne die Sperre nicht hätte melden können. Die Qualifikationsspiele in Europa fanden von Juni 1949 bis April 1950 statt, wobei einige Länder schon in der Qualifikationsphase verzichteten, so dass Plätze frei wurden.
Der Saarländische Fußballverband unter Präsident Hermann Neuberger wurde am 12. Juni, zwei Wochen vor Beginn der Fußball-Weltmeisterschaft 1950, in die FIFA aufgenommen. Zwei der acht qualifizierten europäischen Mannschaften traten nicht in Brasilien an, wodurch die Gruppe 4 mit nur einem Spiel zweier südamerikanischer Mannschaften absolviert wurde.
Der DFB wurde am 10. Juli 1949 neu gegründet, wurde aber erst nach der WM, im September 1950, wieder in die FIFA aufgenommen. Am 22. November 1950 fanden die ersten Nachkriegsländerspiele von deutschen Fußballnationalmannschaften statt, Gegner waren jeweils Schweizer. In Stuttgart war die eigentliche „Nati“ zu Gast, während die saarländische Fußballnationalmannschaft in Saarbrücken die Schweizer B-Auswahl 5:3 schlug.

### WM 1954 in der Schweiz
Der erste große Erfolg der deutschen Nationalmannschaft war der 3:2-Sieg im später zum Wunder von Bern verklärten Endspiel gegen die favorisierten Ungarn bei der Fußball-Weltmeisterschaft 1954 in der Schweiz.
Die Nationalmannschaft bekam durch den ersten Titel auch gesellschaftlich einen hohen Stellenwert in „Westdeutschland“, da die noch unter den Folgen des Zweiten Weltkrieges leidende Bevölkerung neues Lebens- und Selbstwertgefühl bekam. In Deutschland wurden die Helden von Bern zu Legenden: Spieler wie Toni Turek (Tor), Fritz Walter oder Helmut Rahn sind heute noch in guter Erinnerung.

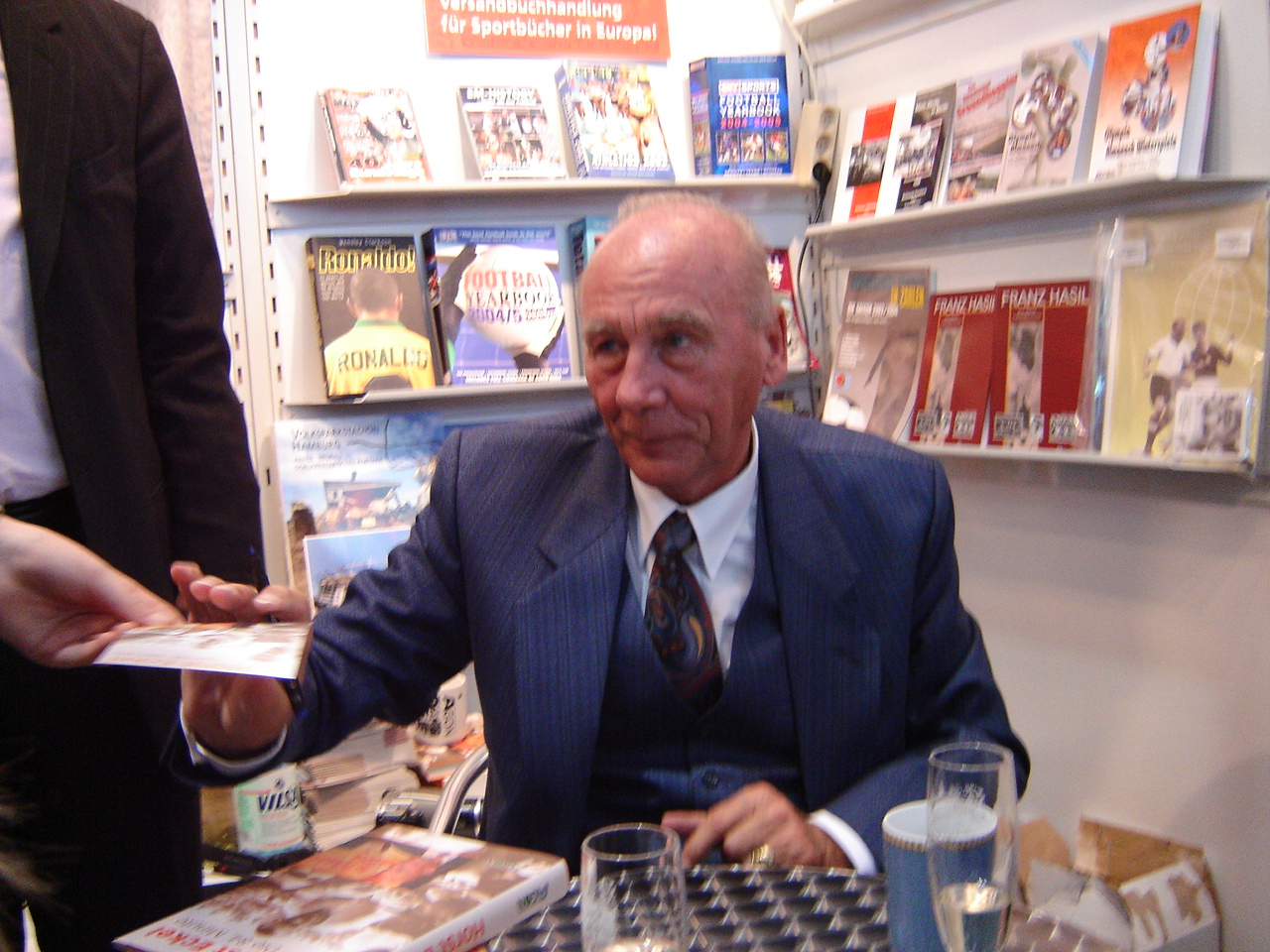
Weltmeister 1954: Horst Eckel

Aufstellungen im Finale

In ihrer Vorrundengruppe waren die Deutschen ebenso wie Neuling Südkorea nicht gesetzt und mussten lediglich gegen die beiden gesetzten Mannschaften Ungarn und Türkei antreten. Im ersten Spiel gegen die Türken gerieten sie bereits nach 160 Sekunden in Rückstand – zu dem Zeitpunkt das schnellste WM-Tor – konnten durch vier Tore das Spiel aber drehen. Nach dem 4:1 schonte Herberger aus taktischen Gründen im Spiel gegen die Ungarn mehrere Stammspieler, da er davon ausging, dass er auch mit der besten Mannschaft keine Chance gegen die seit vier Jahren ungeschlagenen Ungarn hätte. Das 3:8 ist bis heute die höchste Niederlage einer deutschen Mannschaft bei einer WM. Bundestrainer Sepp Herberger musste Schmähbriefe aus der Heimat erdulden. Durch ein 7:2 im Entscheidungsspiel gegen die Türkei, die zuletzt nur noch mit 10 Spielern spielte, da in der 55. Minute Mittelläufer Çetin Zeybek verletzt vom Platz ging, qualifizierte sich Deutschland für die K.-o.-Runde.
Im Viertelfinale traf die Mannschaft als Gruppenzweiter auf Jugoslawien, das nach einem Losentscheid Sieger der Gruppe 1 war. Nach einer mit 2:0 gewonnenen Abwehrschlacht, bei der sich Torhüter Toni Turek auszeichnete, deklassierten die Deutschen im Halbfinalspiel die Österreicher, die nach der Hitzeschlacht von Lausanne ausgelaugt waren, mit 6:1. Dabei verwandelte Fritz Walter den ersten Elfmeter für Deutschland in einem WM-Spiel zum zwischenzeitlichen 3:1 und war auch beim zweiten zum 5:1 erfolgreich.
Im Endspiel kam es zum erneuten Aufeinandertreffen mit den Ungarn, die seinerzeit als stärkste Mannschaft der Welt galten und trotz mehrerer Verletzter aus den harten Spielen gegen Brasilien und Uruguay (jeweils 4:2) als klarer Favorit ins Endspiel gingen.
Zunächst wurde die ungarische Elf dieser Rolle gerecht: Nach acht Minuten führten sie 2:0, mussten aber in der 10. Minute den Anschlusstreffer durch Max Morlock und in der 18. Minute den Ausgleich durch Helmut Rahn hinnehmen. Die Entscheidung in einem ausgeglichenen Spiel fiel spät. Aufgrund ihrer innovativen Fußballschuhe mit Schraubstollen, die den Weltruf des Herstellers Adidas begründeten, kamen die Deutschen besser mit dem nassen Platz zurecht. In der 84. Minute traf Rahn zum 3:2-Endstand.
Im Endspiel traten Toni Turek, Josef Posipal, Werner Kohlmeyer, Horst Eckel, Werner Liebrich, Karl Mai, Helmut Rahn, Max Morlock, Ottmar Walter, Fritz Walter, Hans Schäfer für die deutsche Nationalmannschaft an.
Erst am 19. Juni 2024 konnte die DFB-Elf bei der EM 2024 wieder ein Pflichtspiel gegen Ungarn gewinnen.

### WM 1958 in Schweden
Erstmals musste sich die deutsche Mannschaft nicht qualifizieren, da sie als Titelverteidiger automatisch qualifiziert war. Von den „Helden von Bern“ waren noch Horst Eckel, Helmut Rahn, Hans Schäfer und Fritz Walter dabei.
Sepp Herberger hatte Fritz Walter zu einer erneuten WM-Teilnahme überredet, der nach dem Finale von Bern nur vier Länderspiele bestritten hatte und um ihn eine Mannschaft aus jungen Talenten, unter anderen dem Hamburger Uwe Seeler zusammengestellt. In der Vorrunde wurde zunächst Argentinien mit 3:1 bezwungen, wobei Uwe Seeler sein erstes WM-Tor erzielte und Helmut Rahn mit zwei weiteren Toren das erneute Vertrauen Herbergers rechtfertigte. Zwei Unentschieden gegen die CSSR und Nordirland (jeweils 2:2) reichten dann zum Gruppensieg, wobei die Mannschaft jeweils einen Rückstand noch ausgleichen konnte. Im Viertelfinale war wie vier Jahre zuvor Jugoslawien der Gegner. Diesmal genügte ein 1:0 zum Weiterkommen, das Rahn bereits in der 12. Minute erzielte, wobei er von der Torauslinie ins „kurze Eck“ traf. Im Halbfinale waren die von ihren Landsleuten nach vorne gepeitschten Schweden in der „Schlacht von Göteborg“ aber die cleverere Mannschaft. Am Ende hieß es 1:3, wobei die deutsche Mannschaft zuletzt nur noch mit neun Spielern spielte, da Erich Juskowiak in der 59. Minute vom Platz gestellt wurde und Fritz Walter nach einer Verletzung in der 74. Minute auf Rechtsaußen „abgestellt“ wurde. So blieb der deutschen Mannschaft das Spiel um den dritten Platz gegen Frankreich. Für das Spiel nahm Herberger fünf Änderungen vor, da einerseits Juskowiak gesperrt und andererseits Walter verletzt war und auch einige Reservisten noch einen Einsatz erhalten sollten. Die neu formierte Elf verlor mit 3:6, wobei allein WM-Torschützenkönig Just Fontaine vier Tore erzielte, womit er zu den drei Spielern gehört, denen vier Tore in einem Spiel gegen Deutschland gelangen. Mit seinen 13 Turniertoren stellte er einen bis heute gültigen Rekord für ein Turnier auf. Die 3:6-Niederlage ist bis heute die höchste Niederlage einer deutschen Mannschaft in einem Finalspiel. Torhüter Heinrich Kwiatkowski, der schon beim 3:8 gegen Ungarn vier Jahre zuvor im Tor stand und zwischen den beiden WM-Turnieren mit Borussia Dortmund 1956 und 1957 Deutscher Meister wurde, bat Herberger nach dem Spiel ihn nie mehr aufzustellen. Auch Fritz Walter trat nach dem Spiel zurück. Für Alfred Kelbassa und Heinz Wewers war es das einzige WM-Spiel und zugleich ihr letztes Länderspiel.

### WM 1962 in Chile
Bei der letzten Weltmeisterschaft unter Sepp Herberger, die quasi „hinter den sieben Bergen“ (in Chile) weitab von der Öffentlichkeit stattfand, setzte Herberger mit dem in Italien beim CC Catania spielenden Horst Szymaniak erstmals einen Legionär ein, was er zuvor abgelehnt hatte (siehe: Bert Trautmann). Szymaniak hatte allerdings bereits bei der WM 1958 alle sechs Spiele bestritten. Kurz nach der WM wechselten auch Albert Brülls und Helmut Haller nach Italien, wurden dann aber erst von Herbergers Nachfolger Helmut Schön wieder berücksichtigt.
Für die deutsche Mannschaft war es die erste WM auf einem anderen Kontinent und die Anreise über 14.000 km mit Stationen in Zürich, Dakar, Rio de Janeiro, São Paulo und Buenos Aires nach Santiago de Chile dauerte 17 Stunden. Für die WM hatte Herberger den 1959 zurückgetretenen Hans Schäfer reaktiviert und mit der Kapitänsbinde belohnt, die er schon vier Jahre zuvor innehatte. Qualifiziert hatte sich die Mannschaft mit je zwei Siegen gegen Griechenland und Nordirland, wobei drei Spiele mit nur je einem Tor Differenz (zweimal 2:1 und einmal 4:3) gewonnen wurden.
Die deutsche Mannschaft konnte die Vorrunde mit Siegen gegen die Schweiz (2:1, wobei die Schweizer in der zweiten Halbzeit nur mit 10 Spielern spielen konnte, da Norbert Eschmann nach einem in der 12. Minute erlittenen Wadenbeinbruch nicht mehr weiterspielen konnte und Auswechslungen noch nicht möglich waren.) und Chile (2:0, erster Sieg gegen einen WM-Gastgeber) nach einem anfänglichen 0:0 gegen Italien als Gruppensieger beenden. Schon fast traditionsgemäß war Jugoslawien zum dritten Mal der Gegner im Viertelfinale, diesmal konnten aber die Kicker vom Balkan, die zwei Jahre zuvor Olympiasieger geworden waren, den Spieß umdrehen, und die deutsche Mannschaft musste nach einem 0:1 die Koffer packen. Jugoslawien scheiterte danach im Halbfinale an der Tschechoslowakei und verlor das Spiel um Platz 3 gegen Gastgeber Chile. Drei Monate später gewann die deutsche Mannschaft ein Freundschaftsspiel in Zagreb mit 3:2. In besonderer Erinnerung bleibt, dass Sepp Herberger zu Beginn der WM den Routinier Hans Tilkowski durch den jungen Torwart Wolfgang Fahrian ersetzte, der vor der WM erst ein Länderspiel bestritten hatte und nur in der zweiten Liga spielte, dann aber in allen vier WM-Spielen eingesetzt wurde. Sein erstes WM-Spiel bestritt er an seinem 21. Geburtstag. Nach der WM kam er aber nur noch zu fünf Einsätzen in Freundschaftsspielen. Mit dem WM-Aus endete auch die Nationalmannschaftskarriere von Kapitän Hans Schäfer, der es in fast zehn Jahren auf 39 Länderspiele und als Einziger der 1954er-Weltmeister zu seiner dritten WM-Teilnahme gebracht hatte.
Das frühe Aus förderte auch die Bestrebungen, eine eingleisige Bundesliga zu gründen, die Sepp Herberger schon länger gefordert hatte, da das Oberligensystem zu wenig Spitzenspiele ergab, in denen die Nationalspieler ernsthaft gefordert waren.
Zwei Jahre nach der WM machte Herberger, der vor der WM noch vergeblich versucht hatte den 42-jährigen Fritz Walter zu einem Comeback zu überreden, den Platz auf der Trainerbank für seinen Assistenten Helmut Schön frei, zog aber selbst bei der WM 1966 im Hintergrund noch die Fäden.

### WM 1966 in England

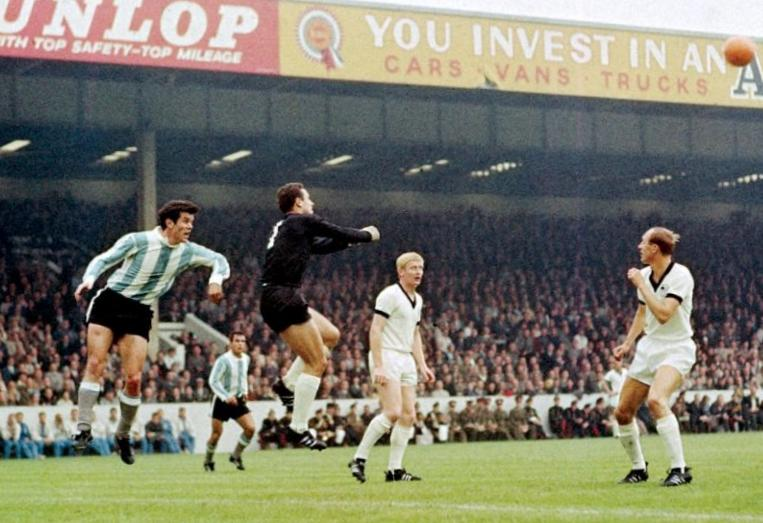
Szene aus dem Vorrundenspiel gegen Argentinien

Bei der Fußball-WM 1966 in England gelang der Mannschaft der Bundesrepublik Deutschland erneut der Einzug ins Finale. Jedoch verlor man gegen England nach Verlängerung mit 2:4, wobei das legendäre Wembley-Tor zum 2:3 den Ausschlag gab.
Der deutschen Mannschaft gelang zunächst durch einen 5:0-Sieg gegen die Schweiz ein idealer Start in das Turnier. Dabei brillierte vor allem das 20-jährige Mittelfeld-Talent Franz Beckenbauer, der sich, ebenso wie Italien-Legionär Helmut Haller, mit zwei Toren neben Sigfried Held in die Torschützenliste eintragen konnte.
Das zweite Gruppenspiel des DFB-Teams gegen Argentinien – das 50. Länderspiel für Uwe Seeler – endete 0:0, wobei es „weniger Torchancen als Wale im Rhein gab“. Dagegen gab es eine Vielzahl von Fouls und Spieler, die Platzverweise nicht wahrhaben wollten. Beim 2:1-Sieg gegen Europameister Spanien im letzten Vorrundenspiel der deutschen Mannschaft gelang Lothar Emmerich ein bemerkenswertes Tor. Der Linksaußen vollbrachte das Kunststück, nahezu von der Torauslinie den Ball am spanischen Torhüter Iribar vorbei unters Lattenkreuz ins lange Eck zu schießen.
Durch einen 4:0-Viertelfinalsieg gegen Uruguay und ein 2:1 im Halbfinale gegen die Sowjetunion, gegen die erstmals gewonnen wurde, gelang der bundesdeutschen Mannschaft zum zweiten Mal nach 1954 der Einzug in ein Endspiel der Fußball-Weltmeisterschaft. Dabei verloren beide Gegner Spieler durch Platzverweise.
Im Endspiel konnte die deutsche Mannschaft durch ein Tor von Helmut Haller bereits nach zwölf Minuten in Führung gehen, musste aber schon in der 18. Minute den Ausgleich durch Geoff Hurst hinnehmen. In einem ausgeglichenen Spiel gingen die Engländer in der 78. Minute durch Peters in Führung, die deutsche Mannschaft stemmte sich aber gegen die drohende Niederlage, und Sekunden vor dem Abpfiff gelang dem Kölner Abwehrspieler Wolfgang Weber sein erstes Länderspieltor und damit der verdiente Ausgleich. Letztendlich gewannen die Engländer die Weltmeisterschaft im Heimatland, es sollte bis heute ihr einziger Titel bei einem großen Turnier bleiben.
Viele sogenannte Experten meinten nachher, Bundestrainer Schön habe die deutsche Mannschaft geschwächt, weil er den bis dahin eher offensiv orientierten Franz Beckenbauer mit der Bewachung von Bobby Charlton betraut und damit aus dem Spiel genommen hatte. Kurioserweise hatte der englische Trainer Alf Ramsey Bobby Charlton mit der Aufgabe betraut, Franz Beckenbauer zu beschatten.
Nach der WM verlor Torhüter Hans Tilkowski seinen Stammplatz im Tor bei Borussia Dortmund an Bernhard Wessel und wurde auch in der Nationalmannschaft nur noch einmal, beim 6:0 gegen Albanien am 6. April 1967 eingesetzt. Für seinen Vereinskameraden Lothar Emmerich war bereits das Finale das letzte Länderspiel, obwohl er auch 1967 wieder Torschützenkönig der Bundesliga wurde. Alle anderen Spieler der Finalelf waren aber auch vier Jahre später noch dabei, was für den Großteil der Ersatzspieler nicht galt. Lediglich die nicht eingesetzten Jürgen Grabowski und Sepp Maier waren auch bei den folgenden WM-Turnieren noch dabei und sehr erfolgreich.

### WM 1970 in Mexiko
Helmut Schön war bei diesem Turnier das Wagnis eingegangen, mit Uwe Seeler und Gerd Müller zwei Mittelstürmer aufzustellen. Beide ergänzten sich aber kongenial, da sich Uwe Seeler häufig ins Mittelfeld zurückzog, in entscheidenden Momenten aber zur Stelle war.
In der Vorrunde tat man sich zunächst schwer, zweimal lag man mit 0:1 zurück, erst gegen Marokko (Endstand 2:1) und gegen Bulgarien (Endstand 5:2), dem wohl besten Spiel von Reinhard „Stan“ Libuda in der Nationalmannschaft, ehe es im dritten Spiel ein überzeugendes 3:1 gegen Peru gab, bei dem Gerd Müller als zweitem deutschen Spieler nach Edmund Conen ein Hattrick in einem WM-Spiel gelang. Damit war er mit insgesamt sieben Toren in der Gruppenphase bester deutscher WM-Torschütze bei einer einzelnen WM und keinem deutschen Spieler nach ihm gelangen bisher mehr Tore bei einer einzelnen WM. Im ersten Spiel gegen Marokko enttäuschte insbesondere Helmut Haller, der bei der WM vier Jahre zuvor noch bester deutscher Torschütze war, und nach dem Spiel gegen Marokko zu keinem weiteren Länderspiel mehr kam.
Das anschließende Viertelfinalspiel gegen England wurde zu einem ganz außergewöhnlichen Spiel. Das Spiel fand angesichts der Fernsehübertragungen nach Europa zur Mittagszeit bei hochsommerlichen Temperaturen in einer Höhe von 1830 m statt, was beiden Mannschaften alles abverlangte. In der Neuauflage des Endspiels von 1966 führten die Engländer bis zur 69. Minute 2:0, und es sah alles danach aus, als wäre nun für die deutsche Mannschaft Endstation bei dieser WM. Um seinen Kapitän Bobby Charlton für das Halbfinale gegen Italien zu schonen, nahm ihn der englische Teammanager in der 70. Minute vom Feld. Dies erwies sich als Fehler, denn die deutsche Elf gab nicht auf und erreichte in der regulären Spielzeit den 2:2-Ausgleich, wobei Uwe Seeler ein kurioses Tor mit dem Hinterkopf gelang. In der Verlängerung erzielte dann Gerd Müller das entscheidende Tor, und die Engländer wurden doch noch mit 3:2 bezwungen.
Im Halbfinale gab es eine 3:4-Niederlage in einem dramatischen Spiel gegen Italien, dem sogenannten Jahrhundertspiel. Die Italiener gingen bereits in der 7. Minute 1:0 in Führung, und es sah lange danach aus, als würden sie diesen Vorsprung über die Zeit retten können. Da sich auch noch Franz Beckenbauer an der Schulter verletzte – eine Auswechslung war nicht möglich, weil das Kontingent schon erschöpft war –, rechnete niemand mehr mit einer Verlängerung. In der Schlussminute erzielte jedoch der in Italien spielende Karl-Heinz Schnellinger – was den Fernsehreporter Ernst Huberty zu dem Spruch „ausgerechnet Schnellinger!“ veranlasste – mit seinem einzigen Länderspieltor für Deutschland das 1:1 und erzwang damit die Verlängerung. In dieser fielen dann noch fünf Tore.
Nach dieser Niederlage blieb der Mannschaft von Bundestrainer Helmut Schön nur das Spiel um den dritten Platz. Durch einen 1:0-Sieg gegen Uruguay, der insbesondere dem Ersatztorhüter Horst Wolter zu verdanken war, wurde zum zweiten Mal nach 1934 der dritte Platz erreicht. Es war Uwe Seelers 21. WM-Spiel, womit er einen neuen Rekord aufstellte, der erst 28 Jahre später durch Lothar Matthäus überboten wurde. Zudem stellte er mit seinem 71. Länderspiel den Vorkriegsrekord von Paul Janes ein. Torschützenkönig des Turniers wurde als erster deutscher Spieler Gerd Müller, der insgesamt zehn Treffer erzielte, in diesem Spiel aber als einzigem in Mexiko kein Tor erzielte. Er war damit der dritte Spieler nach Just Fontaine (13 Tore 1958) und Sándor Kocsis (elf Tore 1954), der bei einer WM mindestens zehn Tore erzielte. Seitdem schaffte kein Spieler bei einer einzelnen WM mehr als acht Tore. Er zog damit mit Helmut Rahn als bestem deutschen WM-Torschützen gleich. Wolfgang Overath gelang mit seinem ersten WM-Tor der Siegtreffer. Ersatztorhüter Wolter sowie Max Lorenz kamen zu ihrem einzigen WM-Spiel, für beide war es auch das letzte Länderspiel.

### WM 1974 in der Bundesrepublik Deutschland
Die Nationalmannschaft gewann 1974 in Deutschland zum zweiten Mal die Weltmeisterschaft. In die Vorrunde startete die DFB-Elf mit einem 1:0 gegen Chile, das sich insbesondere um die Torverhinderung bemühte. Dabei erhielt der Chilene Carlos Caszely nach einem Revanche-Foul an Berti Vogts als erster Spieler der WM-Historie die Rote Karte. Nach einem 3:0 gegen WM-Neuling Australien, bei dem die Mannschaft am Ende vom eigenen Publikum zum Unverständnis der Spieler ausgepfiffen wurde, verlor die Elf gegen die DDR-Auswahl, die ebenfalls zum ersten Mal qualifiziert war, durch ein Tor von Jürgen Sparwasser, das in die deutsche Fußballgeschichte eingegangen ist. Dieses Spiel am 22. Juni 1974 war das einzige Aufeinandertreffen der beiden deutschen Mannschaften. Nach dem 2:1-Sieg im Endspiel gegen die brillanten Niederländer bedankten sich die Bundesdeutschen bei der DDR-Auswahl für die Niederlage, da diese der Auslöser für eine mannschaftsinterne Revolte gegen den unentschlossenen und zögerlichen Bundestrainer Helmut Schön war, bei der die Mannschaft unter Führung von Kapitän Franz Beckenbauer ihre taktischen Vorstellungen durchsetzen konnte („Nacht von Malente“). Bis heute wird von den Akteuren behauptet, dass der Titelgewinn ohne diese Niederlage wohl unmöglich gewesen wäre. Ein wichtiger Faktor war auch, dass die DFB-Mannschaft als Gruppenzweiter in die mit Polen, Schweden und Jugoslawien vermeintlich einfachere Zwischenrundengruppe einziehen konnte – die DDR als Gruppenerster hatte es hingegen mit den Niederlanden, Brasilien und Argentinien zu tun.
In der Zwischenrunde konnte sich die deutsche Mannschaft nach einem „reinigenden Gewitter“ im Trainingslager und Umstellungen in der Mannschaft deutlich steigern und zunächst in einer Partie bei bestem Wetter Jugoslawien in Düsseldorf 2:0 besiegen. In einer Regenschlacht konnte anschließend Schweden in Düsseldorf mit 4:2 bezwungen werden, wobei die deutsche Mannschaft die beste Leistung des Turniers zeigte. Noch nasser wurde es im Quasi-Halbfinale gegen Polen, der Überraschungsmannschaft des Turniers, die durch herzerfrischenden Fußball schon Italien aus dem Wettbewerb geschossen hatte. In der Wasserschlacht von Frankfurt hätte der deutschen Mannschaft ein Unentschieden gereicht, um das Finale zu erreichen; die Polen hingegen mussten auf Grund des schlechteren Torverhältnisses gewinnen. Für die technisch besseren Polen waren die irregulären Bedingungen auf dem Platz aber ein größeres Handicap, und Gerd Müller erzielte in seiner unnachahmlichen Art den entscheidenden Treffer, nachdem zuvor Uli Hoeneß einen Elfmeter nicht verwandeln konnte.

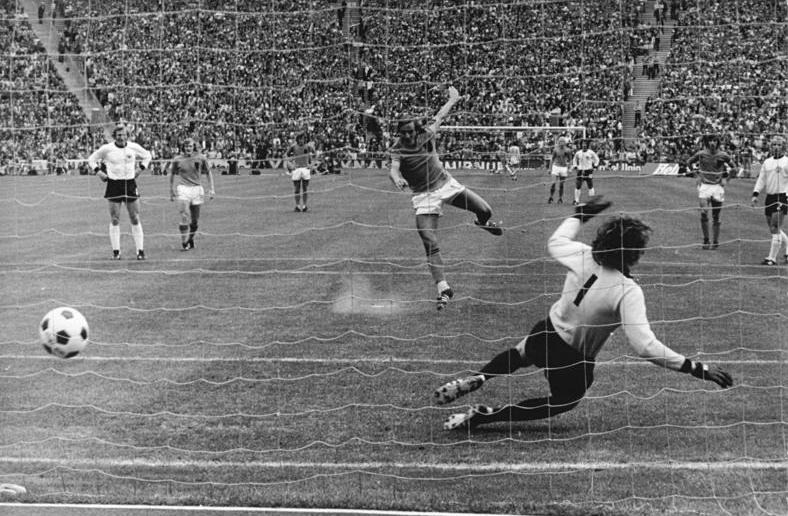
Neeskens verwandelt den Elfmeter in der 1. Spielminute

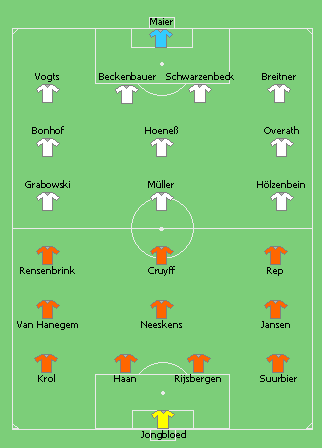
Startaufstellungen im Finale

Letzterer sorgte im Finale gegen die Niederlande auch dafür, dass schon in der 1. Minute ein Elfmeter für die Niederlande gegeben wurde, den Johan Neeskens in seiner typischen Art verwandelte. Deutschland ließ sich aber von diesem Rückschlag nicht entmutigen, Berti Vogts nahm durch konsequente Manndeckung dem niederländischen Spielmacher Johan Cruyff den Spielspaß. Der frustrierte Cruyff wurde zur Halbzeitpause auf dem Weg in die Kabine wegen Reklamierens verwarnt. Zu diesem Zeitpunkt stand es schon 2:1 für Deutschland, denn auch den Deutschen wurde ein Elfmeter zugesprochen, nachdem Bernd Hölzenbein im Strafraum zu Fall kam und Paul Breitner sich, ohne lange nachzudenken, den Ball schnappte und den Elfmeter verwandelte. Das zweite Tor für Deutschland war typisch für Gerd Müller, der durch eine schnelle Drehung die niederländische Abwehr überwand und zum Endstand einschoss. Obwohl die Niederländer dann in der zweiten Halbzeit einen wahren Sturmlauf starteten und Sepp Maier zu einer Glanztat nach der anderen zwangen, gelang ihnen kein Tor. Ein eigentlich reguläres Tor der deutschen Mannschaft wurde zudem wegen angeblicher Abseitsposition nicht anerkannt; in einer weiteren Situation versagte der Schiedsrichter der deutschen Mannschaft den fälligen zweiten Strafstoß.
Mit dabei in dieser Weltmeister-Mannschaft waren neben anderen: Franz Beckenbauer, der von 1984 bis 1990 als Teamchef verantwortlicher Betreuer der Nationalmannschaft wurde, und Berti Vogts (Bundestrainer 1990–1998).
Bundestrainer Helmut Schön setzte während des Turniers 18 Spieler ein:
Sepp Maier im Tor, Franz Beckenbauer, Paul Breitner, Horst-Dieter Höttges, Georg Schwarzenbeck und Berti Vogts in der Abwehr; Rainer Bonhof, Bernhard Cullmann, Heinz Flohe, Uli Hoeneß, Günter Netzer, Wolfgang Overath sowie Herbert Wimmer im Mittelfeld und Jürgen Grabowski, Dieter Herzog, Jupp Heynckes, Bernd Hölzenbein und Gerd Müller im Sturm.
Nach dem Endspiel traten einige Nationalspieler, unter anderen Gerd Müller und Wolfgang Overath, als Nationalspieler zurück – angeblich aus Verärgerung, weil ihre Lebenspartnerinnen nicht zum Bankett eingeladen waren. Sie hatten dies Helmut Schön aber schon einen Tag vor dem Polenspiel mitgeteilt. Müller, erzielte zwar diesmal nur vier Tore, hatte mit seinem Siegtor im Finale aber Just Fontaine als besten WM-Torschützen abgelöst und blieb dies 11.678 Tage, so lange wie keiner vor und noch keiner nach ihm.

### WM 1978 in Argentinien
Ebenfalls zur Geschichte der Nationalmannschaft gehört die sogenannte Schmach von Córdoba. Sie bezeichnet ein Spiel der Fußball-Weltmeisterschaft 1978 in Argentinien gegen Österreich. Der amtierende Fußballweltmeister Deutschland unterlag in Córdoba völlig überraschend der österreichischen Nationalmannschaft mit 2:3 und schied vorzeitig aus.
Die bundesdeutsche Mannschaft, die als amtierender Weltmeister automatisch qualifiziert war, hatte nach zwei torlosen Unentschieden gegen Polen im Eröffnungsspiel und zum Abschluss gegen Tunesien, bei dem Helmut Schön zum fünften Mal in Folge bei einem WM-Spiel seine Startelf durchspielen ließ, sowie einem hohen 6:0-Sieg gegen schwache Mexikaner als Zweiter die Zwischenrunde erreicht. Damit spielte die Mannschaft erneut wie bei der Heim-WM in einer rein europäischen Gruppe, war also wieder, wie vier Jahre zuvor, den südamerikanischen Teams aus Argentinien und Brasilien aus dem Wege gegangen. Nach zwei Unentschieden gegen Italien (drittes 0:0 in Argentinien, aber das „beste seiner Art“) und die Niederlande (2:2) stand Deutschland vor dem Österreich-Spiel mit 2:2 Punkten auf Platz drei in der Vierergruppe. Der Gruppensieger würde in das WM-Finale einziehen, der Gruppenzweite um den dritten Platz der WM spielen. Italien und die Niederlande (je 3:1 Punkte) mussten unentschieden spielen, damit Deutschland mit einem (deutlichen) Sieg gegen Österreich überhaupt noch eine Chance auf den Gruppensieg gehabt hätte. Da die Niederländer aber Italien mit 2:1 schlugen, hatte die DFB-Elf keine Chance mehr auf das WM-Finale. Es wurde im Österreich-Spiel somit nicht der Weltmeistertitel, sondern die Chance auf Platz drei verspielt. Denn selbst mit einem Unentschieden wäre Deutschland aufgrund der mehr geschossenen Tore vor Italien Gruppenzweiter geworden. In der 88. Minute erzielte Hans Krankl das 3:2 für Österreich, was den österreichischen Radiokommentator Edi Finger sen. zu dem Kommentar „Tor, Tooor! I werd narrisch!“ veranlasste. Es ist bis heute der einzige Sieg Österreichs bei einem WM-Turnier gegen Deutschland.
Helmut Schön trat nach der WM, wie lange zuvor angekündigt, von seinem Posten als Bundestrainer zurück. Auch für Kapitän Berti Vogts, Erich Beer, Bernd Hölzenbein und Dieter Müller war die Niederlage gegen Österreich das letzte Länderspiel.

### WM 1982 in Spanien
Deutschland galt zu Beginn des Turnieres als amtierender Europameister gemeinsam mit Titelverteidiger Argentinien und mit Rekordweltmeister Brasilien als Favorit der Weltmeisterschaft 1982. Die Mannschaft blieb seit dem Amtsantritt von Jupp Derwall nach der WM 1978 23 Spiele in Folge ungeschlagen und unterlag danach vor der WM in Spanien nur beim Mundialito gegen Argentinien und Brasilien. Sie hatten sich mit 16:0 Punkten und 33:3 Toren für die WM qualifiziert, dem besten Qualifikationsergebnis, das bis dahin jemals von einer europäischen Mannschaft erzielt wurde und von der deutschen Mannschaft erst in der Qualifikation für die WM 2018 überboten wurde, als sie zehn von zehn Spielen gewann. Aus dem 1978er Kader standen nur noch Manfred Kaltz (nun wie im Verein zunächst als Rechtsverteidiger), Hansi Müller, Klaus Fischer und Karl-Heinz Rummenigge im 82er Kader, zudem war der 74er Weltmeister Paul Breitner zurückgekehrt. Die Gruppenauslosung gegen Algerien, Chile und Österreich, gegen das in der Qualifikation schon gespielt wurde, empfand man als Glückslos.
Das Team konnte dieser Favoritenrolle aber zunächst nicht gerecht werden und verlor sein Auftaktmatch gegen unterschätzte Algerier mit 1:2 und damit erstmals das Auftaktspiel bei einer WM. Zuvor hatte es erst einen Sieg eines afrikanischen Teams bei Fußball-Weltmeisterschaften gegeben (1978 Tunesien gegen Mexiko).
Im zweiten Vorrundenspiel konnte sich das Adler-Team jedoch steigern und gewann durch drei Treffer von Karl-Heinz Rummenigge und ein Tor von Uwe Reinders in dessen zweitem Länderspiel mit 4:1 gegen Chile. Dabei wurde der spätere WM-Rekordspieler Lothar Matthäus zu seinem ersten WM-Spiel eingewechselt.
Ein fester Begriff in der Fußballgeschichte der Nationalmannschaft ist der Nichtangriffspakt von Gijón. Er benennt das Gerücht eines abgekarteten Spiels zwischen den Fußballnationalmannschaften aus der Bundesrepublik Deutschland und Österreich im abschließenden Gruppenspiel der Vorrunde der Fußball-Weltmeisterschaft 1982. Beide Mannschaften hatten schon in der Qualifikation gegeneinander gespielt, und nach der Schmach von Córdoba herrschte eine gewisse Rivalität zwischen ihnen. Davon war im Spiel dann aber nicht viel zu bemerken.
Das Spiel wurde zum Skandal, weil beiden Mannschaften ein knapper Sieg Deutschlands genügte, um in die Zwischenrunde zu kommen. Nachdem das Endergebnis zwischen Chile und Algerien bereits vor dem Spiel feststand, war ein solches Ergebnis für das Spiel in Gijón praktisch programmiert. Nach dem 1:0 für Deutschland durch Horst Hrubesch in der 11. Minute begnügten sich beide Mannschaften damit, den Ball im Mittelfeld hin und her zu spielen, ohne dem Gegner dabei bedrohlich nahezukommen.
Die algerische Mannschaft, welche noch gute Chancen auf ein Weiterkommen hatte, fühlte sich um ihren Einzug in die nächste Runde betrogen. Das spanische Publikum auf den Rängen wedelte mit weißen Tüchern, was dortzulande als Zeichen der Schande angesehen wird.
Bundestrainer Jupp Derwall und seine Mannschaft waren danach harscher Kritik der Medien und Fans nicht nur in Deutschland ausgesetzt. Als Konsequenz aus diesem Spiel finden die letzten Gruppenspiele bei jedem internationalen Turnier seit der Europameisterschaft 1984 immer gleichzeitig statt.
In Deutschland wurde die Leistung der deutschen Mannschaft in der Vorrunde von Fans und Medien mit großer Enttäuschung zur Kenntnis genommen. Vor allem Paul Breitner, der ein Jahr zuvor nach sieben Jahren Pause sein Comeback in der Nationalmannschaft gefeiert hatte, wurde stark kritisiert, weil er in der Nationalmannschaft nicht so in der Spielmacherrolle überzeugte wie bei Bayern München.
Für die Zwischenrunde, die erstmals und nur bei dieser WM mit Dreiergruppen ausgespielt wurde, baute Derwall die Mannschaft um und wechselte vom 4-3-3 ins 4-4-2-System und erreichte damit gegen England, das alle Spiele der Vorrunde gewonnen hatte, ein torloses Remis. Durch einen mehr kämpferisch als spielerisch überzeugenden 2:1-Sieg über Gastgeber Spanien qualifizierten sich die Deutschen für das Halbfinale gegen Frankreich. Sie profitierten dabei davon, dass die Spanier, die keine Chance mehr auf das Halbfinale hatten, drei Tage später ein 0:0 gegen England verteidigten.
Zum Eklat kam es im Halbfinale, als Torwart Toni Schumacher sich übertrieben hart gegen Frankreichs Verteidiger Patrick Battiston einsetzte und diesen schwer verletzte. Das Foul Schumachers, das nach heutiger Regelauslegung als Notbremse klar eine rote Karte zur Folge hätte und bei dem Battiston mehrere Zähne verlor, blieb durch den Schiedsrichter allerdings ungeahndet. Nach dem Spiel ließ sich Schumacher vor Journalisten auf Battistons Verletzungen angesprochen unglücklicherweise zu dem Zitat „Sagt ihm, ich bezahl' ihm die Jacketkronen“ hinreißen. Hierfür sah sich Schumacher von den Medien im In- und Ausland starker Kritik ausgesetzt. In der internationalen Boulevardpresse wurden Zitat und Foul zum Bild des „hässlichen Deutschen“ hochstilisiert, was dem Ansehen der Nationalmannschaft noch einige Zeit danach erheblichen Schaden zufügte. Schumacher sprach sich allerdings nach diesem Vorfall mit Battiston aus, und dieser nahm die Entschuldigung Schumachers an.
Das sportlich gesehen hochdramatische Halbfinalspiel in der „Nacht von Sevilla“ gegen Frankreich gewann Deutschland mit 5:4 (3:3 nach Verlängerung) nach Elfmeterschießen. Nach 90 Minuten stand es 1:1. In der Verlängerung kamen die Franzosen in einen Spielrausch und führten bereits mit 3:1, als der während des Turnieres durch eine Verletzung beeinträchtigte deutsche Kapitän Karl-Heinz Rummenigge eingewechselt wurde. Durch einen Treffer von Rummenigge und ein Fallrückzieher-Tor durch Klaus Fischer (später Tor des Jahres 1982) schaffte das deutsche Team aber noch den 3:3-Ausgleich. Im Elfmeterschießen triumphierte die deutsche Elf, nachdem Hrubesch den sechsten deutschen Strafstoß verwandelt hatte. Zuvor hatten Kaltz, Breitner, Rummenigge und Littbarski vom Punkt getroffen, Stielike war gescheitert, und Schumacher hatte zwei französische Elfmeter von Six und Bossis gehalten.
Das Finale verlor Deutschland mit 1:3 gegen Italien, wobei das DFB-Team seinem Gegner nicht viel entgegenzusetzen hatte. Paul Breitner gelang es durch seinen Ehrentreffer kurz vor Ende des Spieles als bisher einzigem Deutschen, in zwei WM-Endspielen ein Tor zu erzielen. Nach den beiden verlorenen Europacup-Endspielen war dies das dritte verlorene Endspiel einer deutschen Mannschaft in diesem Jahr. Für Paul Breitner, Klaus Fischer und Horst Hrubesch endete mit dem Finale ihre Karriere als Nationalspieler. Auch der zuvor in drei WM-Spielen eingesetzte Uwe Reinders und der nicht eingesetzte Ersatztorhüter Bernd Franke kamen nach der WM zu keinem weiteren Einsatz.

### WM 1986 in Mexiko
Für die zweite WM in Mexiko, die dort stattfand weil die zuvor als Ausrichter bestimmten Kolumbianer kein Turnier mit 24 Mannschaften ausrichten konnten, qualifizierte sich die Mannschaft gegen Portugal, Schweden, die Tschechoslowakei und Malta. Bereits nach sieben von acht Spielen stand die Qualifikation fest, obwohl die Mannschaft im siebten Spiel erstmals ein WM-Qualifikationsspiel verlor. Gegner Portugal konnte sich durch den 1:0-Sieg in Stuttgart als Gruppenzweiter ebenfalls qualifizieren, da die Schweden parallel dazu in der Tschechoslowakei verloren.
Hatten die Spiele der deutschen Mannschaft 1970 bei der ersten WM in Mexiko die Fans und Fachwelt noch begeistert, so quälte sie sich bei der Neuauflage, bei der sie erstmals nicht von einem Bundestrainer, sondern von Teamchef Franz Beckenbauer betreut wurde, durch das Turnier. Einen Eklat gab es innerhalb des deutschen Kaders, als Ersatz-Torwart Uli Stein Teamchef Beckenbauer, der zu Beginn seiner Karriere für die Lebensmittelfirma Knorr Werbung gemacht hatte, als „Suppenkasper“ bezeichnete und dafür aus dem Kader geworfen wurde.
In der Vorrunde gab es zunächst ein glückliches 1:1 gegen Uruguay und ein 2:1 gegen Schottland, ehe man von einer begeistert aufspielenden dänischen Mannschaft entzaubert wurde. Die Dänen siegten mit 2:0 und waren den Deutschen in allen Belangen überlegen und gewannen 56 Jahre nach ihrem letzten Sieg gegen Deutschland das gruppeninterne Finale.
Zum Achtelfinale musste die Mannschaft ins 800 km entfernte Monterrey, den heißesten WM-Ort reisen und erreichte dort ein 1:0 gegen den Außenseiter Marokko, der als erstes afrikanisches Team die Vorrunde bei einer WM überstanden und dabei Portugal ausgeschaltet hatte. Wie 16 Jahre zuvor im ersten Gruppenspiel hatte die Deutsche Mannschaft auch 1986 große Probleme gegen die Nordafrikaner. Erst in der 87. Minute gelang Lothar Matthäus das entscheidende 1:0. Im Viertelfinale war gar ein Elfmeterschießen gegen den Gastgeber Mexiko notwendig, um das Halbfinale zu erreichen. In diesem kam es zu einer Neuauflage des Thrillers von Sevilla, denn wieder war Frankreich der Gegner. Die Franzosen hatten zwei Jahre zuvor überzeugend die Europameisterschaft im eigenen Land gewonnen und im wohl besten Spiel des WM-Turnieres den Favoriten Brasilien besiegt. Vieles sprach also dafür, dass den Franzosen, die von Michel Platini, dem Torschützenkönig der EM 1984, dirigiert wurden, die Revanche gelingen sollte. Deutschland ging aber überraschend bereits in der 9. Minute durch ein Tor von Andreas Brehme in Führung und musste dann 81 Minuten lang die Angriffe der technisch und spielerisch besseren Franzosen abwehren, ehe dem eingewechselten Rudi Völler in der 90. Minute mit einem Solo zum 2:0 die endgültige Entscheidung gelang. Damit hatte man wieder unerwartet das Finale erreicht.
Im Finale lag die deutsche Mannschaft durch einen Torwartfehler bereits nach 21 Minuten gegen die grandios von Diego Maradona dirigierte argentinische Mannschaft mit 0:1 zurück, und nachdem in der 55. Minute das 2:0 für die Argentinier gefallen war, schien das Spiel gelaufen. Durch ihre wohl beste Leistung im Turnier kam die deutsche Mannschaft aber durch Tore von Karl-Heinz Rummenigge in der 73. und des wieder eingewechselten Rudi Völler in der 81. Minute wieder heran. Die Deutschen wollten dann die Gunst der Stunde nutzen, um das Spiel noch in der regulären Spielzeit für sich zu entscheiden, obwohl eine Verlängerung angesichts konditioneller Vorteile vermutlich günstig verlaufen wäre. Die zu offensive Spielweise wurde durch einen Konter bestraft. Nach einem Traumpass von Maradona gelang Jorge Burruchaga in der 84. Minute das 3:2 für Argentinien und damit die endgültige Entscheidung. Das argentinische Team wurde damit zum zweiten Mal nach 1978 Weltmeister. Deutschland zog dagegen mit der dritten WM-Final-Niederlage in dieser Beziehung an Ungarn, der Tschechoslowakei und der Niederlande vorbei.
Für Hans-Peter Briegel, Norbert Eder, Karlheinz Förster, Dieter Hoeneß, Ditmar Jakobs, Felix Magath und Karl-Heinz Rummenigge war das Finale das letzte Länderspiel. Auch der früh nach Hause geschickte Ersatztorhüter Uli Stein kam ebenso zu keinem weiteren Länderspiel wie der auch nicht eingesetzte Reservist Karl Allgöwer.

### WM 1990 in Italien
Vier Jahre später bei der Fußball-Weltmeisterschaft 1990 in Italien stand die deutsche Elf zum dritten Male hintereinander im WM-Finale, was zuvor noch keinem Land gelungen war. Für die WM hatte sich die Mannschaft allerdings erstmals nur als Gruppenzweiter qualifiziert. Nachdem sie zweimal gegen Europameister Niederlande remis gespielt hatte und auch beim torlosen Remis in Wales einen Punkt abgab, benötigte sie im letzten Spiel gegen Wales einen Sieg. Dabei geriet sie aber zunächst in Rückstand. Rudi Völler konnte in seinem 60. Länderspiel zunächst ausgleichen und Thomas Häßler mit seinem ersten Länderspieltor den notwendigen Siegtreffer erzielen, um als einer der beiden besten Gruppenzweiten der Vierergruppen nach Italien zu fahren.
In die Vorrunde war die deutsche Mannschaft mit einem unerwartet klaren 4:1 gegen Jugoslawien gestartet, wobei insbesondere Lothar Matthäus und die anderen Italien-Legionäre in der deutschen Elf beeindruckten, die im Mailänder Stadion quasi ein Heimspiel hatten. In einem Spiel „mit Blitz und Donner“ wurden anschließend die Vereinigten Arabischen Emirate mit 5:1 besiegt, so dass gegen Kolumbien ein 1:1-Unentschieden zum Gruppensieg reichte.
Im Achtelfinale kam es zum Aufeinandertreffen mit dem alten Rivalen Niederlande, gegen den man zuvor bei der Europameisterschaft im eigenen Land das Halbfinale verloren hatte. Die Niederländer hatten sich mit drei Unentschieden mehr schlecht als recht in die K.-o.-Runde gequält, wobei das Los entschied, dass sie im Achtelfinale auf Deutschland trafen. Nach einer unklaren und bis heute umstrittenen Aktion im Strafraum der Niederländer erhielten Frank Rijkaard und Rudi Völler die Rote Karte. Diese Hinausstellungen schwächten aber eher die niederländische Mannschaft, da damit die Achse Rijkaard–Gullit–van Basten, das wesentliche Element des Oranjeteams, nicht mehr existierte. Zudem zeigte Jürgen Klinsmann nach Verlust seines Sturmpartners Völler seine wohl beste Leistung in der deutschen Nationalmannschaft – in der 50. Minute gelang ihm das 1:0. Nachdem Andreas Brehme in der 84. Minute auch noch auf 2:0 erhöhte, schien der Einzug ins Viertelfinale perfekt zu sein. Ein umstrittener Elfmeter in der 88. Minute brachte das Oranjeteam noch einmal auf 1:2 heran, aber die deutsche Mannschaft konnte die Führung letztlich erfolgreich über die Zeit bringen.

Startaufstellungen im Finale

Im Viertelfinale traf Deutschland auf die Tschechoslowakei, gegen die bei einer WM zuvor nie gewonnen wurde und die nach Siegen gegen die USA und Österreich bei einer Niederlage gegen Gastgeber Italien das Achtelfinale erreicht hatte und dort Costa Rica mit 4:1 ausgeschaltet hatte. Mit Tomáš Skuhravý stellte sie zu dem Zeitpunkt den besten Torschützen des Turniers (5 Tore). Das Halbfinale wurde durch ein wenig spektakuläres 1:0 erreicht, bei dem Franz Beckenbauer mit der Leistung seiner Mannschaft nicht zufrieden war, die in den letzten 20 Minuten sogar mit einem Spieler mehr auf dem Platz stand, diese Überzahl aber nicht für weitere Tore nutzen konnte und sich in Einzelaktionen verzettelte. Für die Tschechoslowakei war es das letzte WM-Spiel, da sich zum Jahreswechsel 1992/93 die Tschechische Republik und die Slowakei trennten und in der Folge mit eigenen Mannschaften antraten.
Nach fünf Spielen in Mailand ging es zum Halbfinale nach Turin, wo es zum Krimi gegen England kam. Die Engländer hatten sich in ihrer Gruppe durch Remis gegen Irland und die Niederlande sowie ein 1:0 gegen Ägypten den Gruppensieg geholt, im Achtelfinale Belgien mit 1:0 nach Verlängerung ausgeschaltet und in einem dramatischen Spiel gegen Kamerun, die bis dahin beste afrikanische Mannschaft bei einer WM, erst in der Verlängerung mit 3:2 durchgesetzt. Sie brannten auf die Revanche für die Viertelfinalniederlage bei der WM 1970. Für Deutschland war es das 67. WM-Spiel, damit überholten sie die Brasilianer, die im Achtelfinale ausgeschieden waren und die führende Position erst acht Jahre später wieder übernehmen konnten. In einem ausgeglichenen Spiel brachte Andreas Brehme die deutsche Mannschaft in der 59. Minute in Führung, da Paul Parker einen Freistoß von Brehme unhaltbar für Torhüter Peter Shilton ins eigene Tor abfälschte. Parker konnte seinen Fehler durch eine weite Vorlage in der 80. Minute auf Gary Lineker aber wieder wettmachen, der eine Uneinigkeit der deutschen Abwehr ausnutzte und den 1:1-Ausgleich erzielte. Nach einer torlosen Verlängerung musste dann das Elfmeterschießen entscheiden, und wie bei bis dahin allen WM-Elfmeterschießen zuvor hatten auch diesmal die deutschen Spieler die besseren Nerven und verwandelten alle nötigen Elfmeter (Brehme, Matthäus, Riedle, Thon) während auf Seiten der Engländer bei den Spielern Stuart Pearce und Chris Waddle die Nerven versagten.
Erneut hieß der Endspielgegner Argentinien, womit es erstmals zu einer Finalwiederholung kam. Von den Finalisten von 1986 standen auf deutscher Seite noch Thomas Berthold, Andreas Brehme, Lothar Matthäus und Rudi Völler sowie die 1986 nicht im Finale eingesetzten Reservisten Klaus Augenthaler und Pierre Littbarski in der Startelf, auf argentinischer Seite Jorge Burruchaga, Diego Maradona und Oscar Ruggeri. Die Argentinier hatten wie 1982 als Titelverteidiger das Eröffnungsspiel verloren und sich mit einem Sieg gegen die Sowjetunion und einem Remis gegen Rumänien als einer der vier besten Gruppendritten ins Achtelfinale gerettet. Dort hatten sie sich durch einen Geniestreich von Maradona mit 1:0 gegen überlegene Brasilianer durchgesetzt und im Viertel- und Halbfinale jeweils durch Elfmeterschießen gewonnen, wobei sich ihr Torhüter Sergio Goycochea als Elfmeter-Töter hervortat. Er war eigentlich nur Ersatztorhüter, wurde aber nach dem Schienbeinbruch des 1986er-Finaltorhüters Nery Pumpido im Spiel gegen die Sowjetunion zum Stammtorhüter in Italien. Mit Claudio Caniggia, Julio Olarticoechea, Sergio Batista (alle zwei Gelbe Karten) und Rotsünder Ricardo Giusti waren vier Spieler für das Finale gesperrt. Deutschland konnte dagegen in Bestbesetzung antreten, wobei Franz Beckenbauer insbesondere im Mittelfeld die Qual der Wahl hatte. Die Strategie der Argentinier bestand also im Wesentlichen darin, das Spiel ohne Gegentor zu überstehen, um auch das Finale im Elfmeterschießen zu gewinnen, denn während des gesamten Spiels hatten Maradona und seine Mannschaft nicht eine Torchance. Mit einem knappen, aber hochverdienten 1:0-Sieg (Andreas Brehme durch Foulelfmeter) war schließlich der dritte WM-Titel perfekt. Franz Beckenbauer ragt in der Geschichte des DFB und der Nationalmannschaft seitdem besonders heraus, weil es dem „Kaiser“ gelang, in zwei Funktionen Weltmeister zu werden: als Kapitän 1974 und als Teamchef 1990. Es war der erste Finalsieg einer europäischen Mannschaft gegen eine südamerikanische Mannschaft. Bis dahin hatten immer (1958, 1962, 1970, 1978 und 1986) die Südamerikaner gegen den europäischen Finalgegner gewonnen.
Der Teamchef ließ im Finale Bodo Illgner, Klaus Augenthaler, Thomas Berthold, Stefan Reuter, Jürgen Kohler, Guido Buchwald, Andreas Brehme, Thomas Häßler, Lothar Matthäus, Pierre Littbarski, Jürgen Klinsmann und Rudi Völler antreten. Für Klaus Augenthaler und Pierre Littbarski war es das letzte Länderspiel. Franz Beckenbauer hatte schon zuvor angekündigt, dass mit der WM seine Zeit als Teamchef enden würde.

### WM 1994 in den USA
Als Weltmeister musste sich Deutschland nicht für die WM 1994 qualifizieren. Nach dem WM-Sieg 1990 hatte der scheidende Teamchef Beckenbauer prophezeit, dass durch das Hinzukommen der Spieler der ehemaligen DDR die deutsche Mannschaft auf Jahre unschlagbar sei. Zwar konnte sein Nachfolger Berti Vogts die Mannschaft zur EM 1992 führen, aber bereits in der Qualifikation gab es gegen Wales die erste Niederlage. Bei der EM wurde zunächst das Gruppenspiel gegen Titelverteidiger Niederlande und dann auch das Finale gegen Dänemark verloren, wobei auch drei ehemalige DDR-Nationalspieler zum Einsatz kamen. In den WM-Kader schafften es dann aber mit Matthias Sammer und Ulf Kirsten, der aber nicht zum Einsatz kam, nur zwei ehemalige DDR-Nationalspieler. Vogts vertraute eher den Spielern des 1990er-Kaders und hatte sogar die bereits zurückgetretenen Rudi Völler und Andreas Brehme reaktiviert, so dass die deutsche Mannschaft mit dem bis dato höchsten Durchschnittsalter von 29,04 Jahren in die USA reiste. Erstmals stand mit Kapitän Matthäus ein Spieler mit mehr als 100 Länderspielen im Kader, der allerdings nicht wie 1990 im Mittelfeld, sondern auf der Liberoposition spielte. Zwischen EM und WM hatte es noch Niederlagen gegen Brasilien, Argentinien und Irland gegeben, die zeigten, dass Beckenbauers Prophezeiung etwas zu waghalsig war. Nach dem schlechtesten Torschnitt bei einer WM (2,21 Tore pro Spiel 1990) hatte die FIFA zur WM 1994 die Drei-Punkte-Regel eingeführt um Angriffsfußball stärker zu belohnen, was dann auch den Schnitt um 0,5 Tore pro Spiel erhöhte, in der Vorrunde aber nicht in allen Gruppen den gewünschten Effekt hatte.
Wieder einmal war das Losglück der deutschen Mannschaft, die als Führender der 1993 eingeführten FIFA-Weltrangliste zur WM fuhr, hold. Denn neben den starken Spaniern (Platz 5) wurden ihr für die Vorrunde mit den beiden Außenseitern Bolivien (Platz 43), das seine Heimspiele normalerweise in der Höhenlage La Paz’ austrägt, und Südkorea (Platz 37), das noch nie die Gruppenphase überstanden hatte, die beiden in der FIFA-Weltrangliste am schlechtesten platzierten WM-Teilnehmer zugelost. Zwar konnte Deutschland als erster amtierender Weltmeister das Eröffnungsspiel gegen Bolivien gewinnen. Das 1:0, bei dem noch sieben 1990er Finalisten in der Startelf standen, gegen den Außenseiter war aber äußerst mager und kam glücklich zu Stande. Gegen Spanien kam die Mannschaft zu einem 1:1, wobei Jürgen Klinsmann, der schon gegen Bolivien das einzige Tor schoss, die zwischenzeitliche Führung der Spanier ausglich. Anschließend konnte der zweite Außenseiter Südkorea ebenfalls nur knapp mit 3:2 bezwungen werden, wobei die Mannschaft eine 3:0-Pausenführung fast noch verspielt hätte. Unrühmlich war das Verhalten von Stefan Effenberg, der in diesem Spiel von deutschen Fans provoziert worden war und dies mit dem ausgestreckten Mittelfinger quittierte. Für diese Geste wurde er von Bundestrainer Vogts aus der Mannschaft ausgeschlossen.
Der erste Platz in der Gruppe wurde erreicht, weil auch die Spanier gegen die Südkoreaner im ersten Spiel nur zu einem 2:2 gekommen waren. Im Achtelfinale kam es in einem hochdramatischen Spiel gegen Belgien zu einem weiteren 3:2. Anschließend musste Deutschland im Viertelfinale gegen Bulgarien, das zuvor noch bei keiner Weltmeisterschaft über das Achtelfinale hinausgekommen war, nach anfänglicher Führung eine bittere 1:2-Niederlage einstecken. Wie vier Jahre zuvor hatte Matthäus die deutsche Mannschaft durch einen verwandelten Strafstoß in Führung gebracht, die sie diesmal aber nicht halten konnte. Die deutsche Mannschaft kam somit erstmals seit der WM 1978 nicht unter die besten Vier des Turnieres und fiel in der FIFA-Weltrangliste hinter die drei erstplatzierten Mannschaften der WM zurück. Nach dem Spiel trat Bodo Illgner aus der Nationalmannschaft zurück, dem manche eine Mitschuld am Ausgleichstreffer der Bulgaren gegeben hatten. Auch für die zuvor reaktivierten Andreas Brehme und Rudi Völler sowie für Guido Buchwald bedeutete es den endgültigen Abschied aus der Nationalmannschaft.

### WM 1998 in Frankreich
Als amtierender Europameister galt Deutschland 1998 als Mitfavorit. Die Mannschaft hatte die Qualifikation ungeschlagen überstanden und vor der Ukraine, die in den Playoffs der Gruppenzweiten scheiterte, und Portugal den ersten Platz belegt, wobei die deutsche Mannschaft nur das Heimspiel gegen die Ukraine gewinnen konnte. Die weiteren Gruppengegner Nordirland, Armenien und Albanien waren die hauptsächlichen Punktelieferanten. Mit Thomas Häßler, Jürgen Klinsmann, Jürgen Kohler, Andreas Köpke, Lothar Matthäus, Andreas Möller, Stefan Reuter und Olaf Thon standen noch acht 1990er-Weltmeister im Kader. Kapitän war aber nun Jürgen Klinsmann. Lothar Matthäus, der im Dezember 1994 zuletzt für Deutschland gespielt hatte und von Vogts kurz vor der WM reaktiviert wurde, saß zunächst nur auf der Bank. Libero sollte nun der Schalker Olaf Thon spielen, obwohl Matthäus bei Bayern auf der Position eine gute Saison gespielt hatte.
Trotz wenig überzeugender Leistungen gelang der Mannschaft in einer politisch brisanten, aber sportlich lösbaren Gruppe mit der Bundesrepublik Jugoslawien, dem neben Argentinien zu dem Zeitpunkt häufigsten deutschen WM-Gegner, und den Außenseitern USA und Iran der Gruppensieg. Die Mannschaft startete mit einem mühsamen 2:0 gegen die USA. Es folgte ein 2:2 nach 0:2-Rückstand gegen Jugoslawien, das von Ausschreitungen deutscher Hooligans in Lens überschattet wurde, bei denen der französische Polizist Daniel Nivel lebensgefährlich verletzt wurde. Ein Ausschluss Deutschlands bzw. Rückzug vom Turnier stand zur Debatte. Dabei ging fast unter, dass der zur Halbzeit eingewechselte Matthäus mit nun 22 WM-Spielen die meisten WM-Spiele bestritten hatte. Nachdem es nicht zum Ausschluss gekommen war, reichte ein 2:0 gegen den Iran durch die älteste deutsche WM-Elf (Durchschnittsalter 31,6 Jahre) zum Gruppensieg.
Durch ein hart erkämpftes 2:1 im Achtelfinale gegen Mexiko erreichte Deutschland das Viertelfinale. Wie bereits bei der vorhergegangenen Europameisterschaft trafen sie dort auf Kroatien. Es war das 100. Länderspiel von Berti Vogts als Bundestrainer. Nach einem Platzverweis gegen Christian Wörns verloren die Deutschen 0:3 – die höchste Endrunden-Niederlage seit dem 3:6 gegen Frankreich bei der WM 1958. Kroatien konnte sich somit für die Niederlage im EM-Viertelfinale revanchieren. Es war das letzte Länderspiel für Jürgen Klinsmann, Jürgen Kohler und Andreas Köpke. Auch für den nur gegen die USA eingesetzten Stefan Reuter und den nach dem Iran-Spiel nicht mehr eingesetzten Olaf Thon endete damit ihre Zeit in der Nationalmannschaft.
Kurz nach der Weltmeisterschaft trat Bundestrainer Berti Vogts von seinem Posten zurück, nachdem die Nationalmannschaft in zwei Testspielen wieder nicht überzeugen konnte. Sein Nachfolger Erich Ribbeck war der einzige Bundestrainer, der keine Mannschaft bei einer WM betreute.

### WM 2002 in Japan und Südkorea
Die deutsche Nationalmannschaft galt bei der ersten Weltmeisterschaft in Asien als Außenseiter. Dennoch gelang der Einzug ins Endspiel, in dem erstmals die beiden Nationalmannschaften mit den meisten WM-Spielen und den meisten Finalteilnahmen, Brasilien und Deutschland, aufeinandertrafen.
Dabei musste sich die deutsche Mannschaft, die seit 2000 – zunächst interimsweise – von Rudi Völler trainiert wurde, erstmals über Playoff-Spiele der Gruppenzweiten qualifizieren, da sie hinter England aufgrund der schlechteren Tordifferenz nur den zweiten Platz belegt hatte. Zwar hatten sie das Hinspiel in England – das letzte Spiel im alten Wembley-Stadion – mit 1:0 gewonnen, verloren dann aber das Rückspiel mit 1:5 nach 1:0-Führung. In den Playoffs setzten sie sich dann mit 1:1 und 4:1 gegen die Ukraine durch.
Im Kader standen mit Oliver Bierhoff, Dietmar Hamann, Jens Jeremies, Oliver Kahn (der noch ohne WM-Spiel war) und Christian Ziege nur noch fünf Spiele aus dem 1998er Kader und erstmals seit 1990 wieder kein Spieler mit mehr als 100 Länderspielen.
Die Mannschaft startete dann auch mit einem 8:0 gegen Saudi-Arabien in die WM, wobei die Mannschaft erstmals in einer „Halle“ spielte – das Stadion hatte ein Schiebedach – und Miroslav Klose drei Kopfballtore erzielte.
Die Erwartungen, die das Auftaktspiel auslöste, konnten die Deutschen in den folgenden Spielen aber lediglich durch die Ergebnisse erfüllen. Diesem höchsten Sieg einer deutschen Mannschaft bei einer Weltmeisterschaft folgte ein hart umkämpftes 1:1 gegen Irland. Dabei brachte Klose durch sein viertes Kopfballtor bei dieser WM die deutsche Mannschaft bereits in der 18. Minute in Führung, die dann versuchte diese Führung gegen anstürmende Iren über die Zeit zu bringen, was nur bis in die 90. Minute gelang. Durch ein ebenso hart erkämpftes 2:0 gegen die von Winfried Schäfer betreuten Kameruner, bei dem beide Seiten je sieben Gelbe und eine Gelb-Rote Karte sahen, wurde der Gruppensieg erreicht, wobei Klose mit seinem fünften Kopfballtor den Endstand herstellte.
Nach den Gruppenspielen in Japan musste die Mannschaft zu den K.-o.-Spielen nach Südkorea reisen. In der K.-o.-Runde profitierte die deutsche Mannschaft von der sehr günstigen Gruppenauslosung. Während die Favoriten sich auf dem Weg ins Endspiel gegenseitig eliminierten oder Außenseitern unterlagen, musste Deutschland gegen die Außenseiter Paraguay, USA und Südkorea bestehen. Dank des überragenden Oliver Kahn, der mit der Lev-Yashin-Trophäe für den besten Torhüter, dem Adidas Golden Ball für den besten Spieler des Turniers und in der Boulevardpresse mit dem Spitznamen „Titan“ ausgezeichnet wurde, gelangen drei 1:0-Siege und damit der siebte Einzug ins Finale, wo sie erstmals bei einer WM auf Brasilien trafen.
Zum Finale ging es dann wieder nach Japan. Ohne den gelbgesperrten Michael Ballack, der im Viertel- und Halbfinale den Siegtreffer geschossen hatte und zuvor mit Bayer 04 Leverkusen drei Endspiele in wenigen Wochen verloren hatte, machte die deutsche Mannschaft im Finale ihr bestes Spiel in der K.-o.-Runde. Erst in der 67. Minute nutzte Ronaldo einen Fehler von Oliver Kahn zum 1:0. Ein weiteres Ronaldo-Tor in der 79. Minute entschied das Spiel.
Das WM-Finale war das letzte Länderspiel von Oliver Bierhoff, der bei der WM nur noch als Einwechselspieler zum Einsatz kam, und Marco Bode.

### WM 2006 in Deutschland

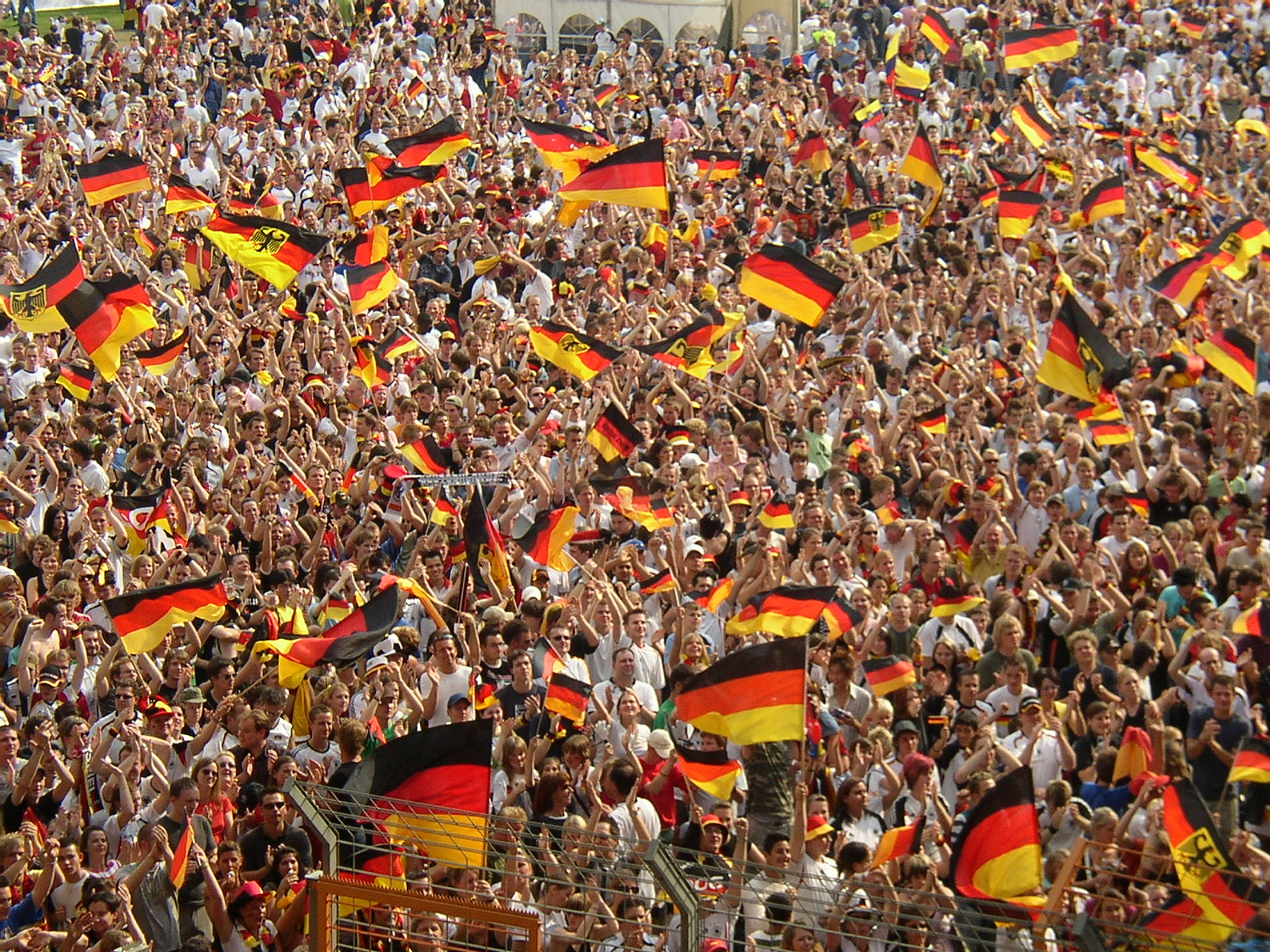
Deutsche Fans in Bochum

Vor Beginn des Turniers wurden die Erfolgsaussichten des DFB-Teams in der Öffentlichkeit eher pessimistisch beurteilt, nicht zuletzt aufgrund einer über Wochen geführten Kampagne der Bildzeitung gegen Bundestrainer Jürgen Klinsmann, der das Amt des Bundestrainers nach dem Vorrundenaus bei der EM 2004 von Rudi Völler übernommen hatte. Klinsmann dagegen erklärte das Erringen des Weltmeistertitels im eigenen Land zum Ziel und baute junge Spieler in die Mannschaft ein. Aus dem 2002er-Kader standen noch Gerald Asamoah, Michael Ballack, Torsten Frings, Oliver Kahn, Sebastian Kehl, Miroslav Klose, Jens Lehmann (2002 ohne Einsatz), Christoph Metzelder, Oliver Neuville und Bernd Schneider in Klinsmanns Kader. Er hatte vor dem Turnier aber Lehmann zur Nummer 1 gemacht und Torwarttrainer Sepp Maier entlassen, der mit der Entscheidung nicht einverstanden war. Neuer Kapitän war Michael Ballack, der vor WM-Beginn aber Probleme mit der Wade hatte und im Eröffnungsspiel zunächst auf der Bank saß.
Beim offiziellen Eröffnungsspiel gegen Costa Rica zeigte die deutsche Mannschaft über weite Strecken den vom Bundestrainer anvisierten Angriffsfußball, der auch von der ausländischen Presse gelobt wurde, offenbarte aber beim 4:2-Sieg auch die bekannten Schwächen in der Abwehr. Gegen die auf ein Unentschieden spekulierende polnische Mannschaft wollte lange Zeit über kein Tor fallen, bis kurz vor Schluss der erlösende Siegtreffer erzielt wurde. Dieser erste Erfolg über eine europäische Mannschaft in einem WM-Turnier seit 1994 und die Umstände seines Entstehens lösten in Deutschland eine Begeisterungswelle aus. Da auch Ecuador seine ersten beiden Spiele gewann, ging es im abschließenden Gruppenspiel gegen die Südamerikaner nur noch um den Gruppensieg, da beide schon für das Achtelfinale qualifiziert waren. Während Klinsmann seine beste Mannschaft aufbot und auch keine Rücksicht auf eventuelle Gelbsperren nahm, wurden bei Ecuador fünf Spieler für das Achtelfinale geschont. So entwickelte sich eine einseitige Partie und nach dem klaren 3:0-Erfolg hatte das DFB-Team die erfolgreichste Vorrunde seit der WM 1970 absolviert.
Im Achtelfinale traf man auf Schweden, das durch zwei frühe Tore mit 2:0 besiegt wurde. Die erste Halbzeit wurde als das beste Auftreten einer deutschen Mannschaft seit 1990 bezeichnet. Nicht nur der Sturm setzte sich immer wieder durch, auch hatte die Abwehr bei drei Spielen in Folge keinen Gegentreffer zugelassen.
Im Viertelfinale traf man auf Argentinien, das durch starke Leistungen imponiert hatte. Die Paarung wurde im Vorfeld als das Match der bislang überzeugendsten Teams bewertet. Für die Deutschen ging es auch darum, nach sechs Jahren endlich wieder gegen eine Weltmeisternation einen Sieg zu erringen. In der ersten Spielhälfte war die argentinische Auswahl im Mittelfeld bissiger und kombinationssicherer, musste sich aber vor dem Sechzehnmeterraum der deutschen Abwehrkette stets geschlagen geben. Nach dem Pausenpfiff fiel nach einer Standardsituation der Führungstreffer für Argentinien, das danach auf eine defensive Taktik umschaltete. Damit konnte die deutsche Mannschaft ihr Angriffsspiel wieder stärker entwickeln und erzielte in der 80. Minute den Ausgleichstreffer zum 1:1. Die Verlängerung, die in der ersten Halbzeit von Deutschland, in der zweiten von Argentinien bestimmt wurde, blieb torlos. Im Elfmeterschießen setzte sich das DFB-Team mit 4:2 durch und setzte damit eine deutsche WM-Tradition fort. Deutschland erreichte zum elften Mal ein WM-Halbfinale und stellte damit einen neuen Rekord auf.
Gegen Angstgegner Italien endete die deutsche Siegesserie. Die ungewohnt offensiv auftretende Squadra Azzurra stellte die deutsche Mannschaft vor einige taktische Probleme, während die viel gelobte italienische Abwehr den deutschen Stürmern kaum Entfaltungsmöglichkeiten bot. Trotzdem blieb das abwechslungsreiche Spiel anteilsmäßig weitgehend ausgeglichen, so dass es nach 90 Minuten 0:0 stand. In der Verlängerung verstärkten die Italiener ihre Offensive und drängten auf einen Treffer, auch wenn sich der deutschen Mannschaft im Gegenzug einige wenige Möglichkeiten boten. Bis zur 118. Minute stand es immer noch 0:0, doch zwei Minuten vor Schluss (und einem eventuellen Elfmeterschießen) gingen die Italiener schließlich mit 1:0 in Führung. Nach einem Konter in der letzten Minute fiel dann auch noch das 2:0, so dass das Halbfinale für Deutschland verloren war.
Im Spiel um Platz drei gegen Portugal zeigte eine stark umgestaltete deutsche Mannschaft vor dem begeisterten heimischen Publikum wieder ihren offensiven Fußball. Das DFB-Team siegte mit 3:1 und verabschiedete sich mit einer überzeugenden Gesamtleistung aus dem Turnier, so dass für die Gastgebernation die Weltmeisterschaft mit einem großen sportlichen Erfolg endete. Deutschland wurde somit zum dritten Mal nach 1934 und 1970 WM-Dritter und von den Fans und den Medien zum „Weltmeister der Herzen“ deklariert. Wie 1970 wurde auch diesmal ein deutscher Spieler Torschützenkönig des Turnieres, nämlich Miroslav Klose, der, wie schon bei der WM 2002, wieder fünf Treffer erzielte. Eine weitere Auszeichnung erhielt Kloses Sturmpartner Lukas Podolski, welcher zum besten Nachwuchsspieler der WM gewählt wurde. Für Oliver Kahn, der gegen Portugal noch einmal im Tor stand, war es das letzte Länderspiel. Auch Sebastian Kehl, der bei der WM vier Einsätze hatte, kam danach nicht mehr zum Einsatz. Bundestrainer Klinsmann trat nach dem Turnier zurück, als Nachfolger wurde sein Assistent Joachim Löw verpflichtet.

### WM 2010 in Südafrika

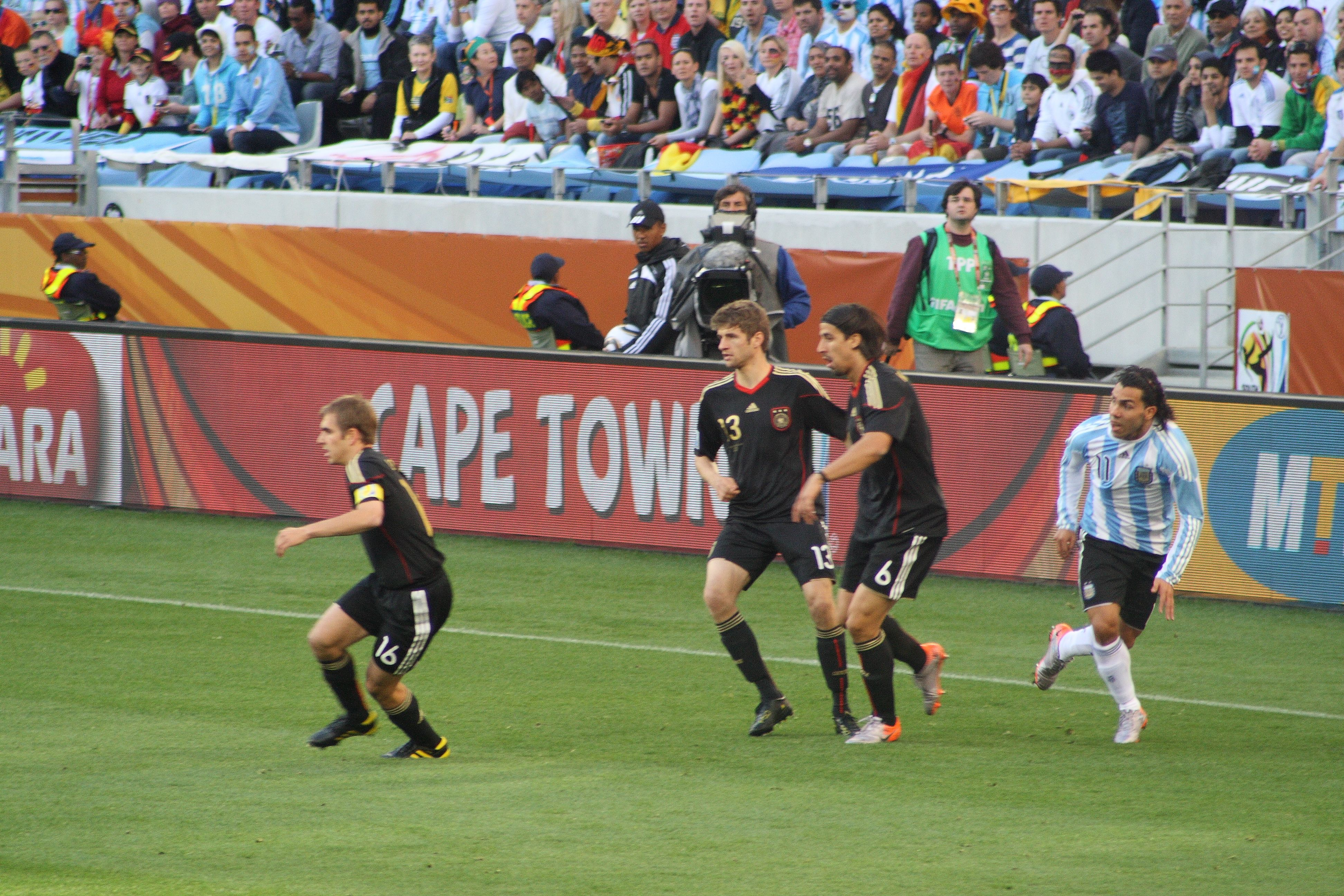
Szene aus dem Viertelfinale gegen Argentinien

Für die erste Weltmeisterschaft in Afrika hatte sich die deutsche Mannschaft unter Trainer Joachim Löw in der Qualifikation ungeschlagen mit acht Siegen und zwei Remis – beide gegen Finnland – durchgesetzt. Dabei hatte insbesondere der neue Nationaltorhüter René Adler beim 1:0-Sieg in Russland gegen den direkten Konkurrenten um den Gruppensieg eine hervorragende Leistung gezeigt und damit die vorzeitige Qualifikation gesichert. Russland scheiterte dann in den Playoffs der Gruppenzweiten aufgrund der Auswärtstorregel an Slowenien. Kurz vor der WM verletzte sich Adler dann an der Schulter und auch Kapitän Michael Ballack überstand das englische Pokalfinale kurz vor der WM nicht unverletzt und fiel ebenfalls für die WM aus. Neue Nummer 1 im Tor wurde Manuel Neuer, der bis zu Adlers Verletzung erst eineinhalb Länderspiele bestritten hatte und vor der WM noch in drei Testspielen zum Einsatz kam. Zum Kapitän wurde interimsweise Philipp Lahm bestimmt, der dies dann aber bis zur WM 2014 blieb. Vier Spieler, Manuel Neuer, Jérôme Boateng, Mesut Özil und Sami Khedira, hatten im Vorjahr die U-21-Europameisterschaft gewonnen. Elf Spieler hatten einen Migrationshintergrund und kein Spieler spielte bei einem ausländischen Verein, was zuletzt 1978 der Fall gewesen war.
Die deutsche Mannschaft begann das Turnier in Südafrika mit einem ungefährdeten 4:0-Sieg gegen Australien und zeigte einen aufregenden Offensivfußball, der auch von der europäischen Presse gelobt wurde. Unter anderem erzielte der spätere Torschützenkönig Thomas Müller seinen ersten Treffer zum 3:0 und Cacau mit dem vierten Tor 110 Sekunden nach seiner Einwechslung das schnellste deutsche Joker-Tor der WM-Geschichte. Im zweiten Gruppenspiel gegen Serbien unterlag man unglücklich mit 0:1, nachdem Torjäger Miroslav Klose nach einer umstrittenen gelb-roten Karte in der 37. Minute vom Platz gestellt wurde. Die deutsche Mannschaft erarbeitete sich zwar einige Torchancen, konnte diese jedoch nicht nutzen. Zudem verschoss Lukas Podolski in der 60. Minute einen Handelfmeter, was zuletzt Uli Stielike bei der Weltmeisterschaft 1982 im Elfmeterschießen bzw. Uli Hoeneß 1974 in der regulären Spielzeit „gelungen“ war. Für ein sicheres Weiterkommen in die nächste Runde war somit ein Sieg gegen den letzten Vorrundengegner Ghana nötig. In einem schwachen Spiel, bei dem Deutschland erstmals bei einer WM ganz in Schwarz spielte, gelang Mesut Özil in der 60. Minute schließlich der erlösende Treffer zum 1:0. Dabei spielten erstmals in der WM-Historie zwei Brüder in gegnerischen Mannschaften: auf deutscher Seite Jérôme Boateng und für Ghana sein Halbbruder Kevin-Prince. Da Australien im Parallelspiel gegen Serbien gewann, erreichten beide Brüder das Achtelfinale.
Ab dem Achtelfinale sorgte die deutsche Mannschaft erneut mit Offensivfußball für Aufsehen. Gegen den ersten Gegner, England, erzielte der nach dem Ghana-Spiel wieder spielberechtigte Klose nach einem weiten Abschlag von Torwart Manuel Neuer in der 20. Minute das 1:0, Lukas Podolski folgte mit dem 2:0. Den im bisherigen Turnier eher schwach agierenden Engländern gelang allerdings schon in der 37. Minute der Anschlusstreffer. Eine Minute später traf der Mittelfeldspieler Frank Lampard die Latte des deutschen Tores; der Ball prallte von dort aus hinter der Torlinie auf den Boden, sprang wieder zurück an die Latte und wurde anschließend von Torwart Neuer festgehalten. Weder der Schiedsrichter noch die Linienrichter erkannten dieses Tor jedoch, sodass es bis zur Pause beim 1:2 blieb. Dieser Vorfall wurde später in der deutschen Presse teilweise als „Ausgleich“ oder „Rache“ für das Wembley-Tor bei der WM 1966 bezeichnet. In der zweiten Halbzeit gelangen der deutschen Elf schließlich noch zwei Tore durch Thomas Müller, die den Viertelfinaleinzug sicherstellten. Für England war dieses Spiel die höchste Niederlage bei einer Fußball-Weltmeisterschaft überhaupt.
Im Viertelfinale traf Deutschland wie bei der WM 2006 auf Argentinien, das den bisherigen Turnierverlauf durch vier Siege recht souverän gemeistert hatte; zumal hatte man in einem Testspiel Deutschland noch mit 1:0 bezwungen. Den Führungstreffer erzielte jedoch erneut Thomas Müller für Deutschland in der 3. Minute und damit gleichzeitig den frühesten Treffer dieser Weltmeisterschaft. Danach spielte Argentinien deutlich stärker auf und erspielte sich einige Chancen – inklusive eines Tores, das allerdings korrekterweise wegen Abseitsstellung abgepfiffen wurde. Die deutsche Mannschaft dagegen verlor zunehmend an Spielanteilen. Erst in der zweiten Halbzeit brach der Bann, als Miroslav Klose in seinem 100. Länderspiel in der 68. Minute nach einem Angriff auf 2:0 erhöhen konnte. Nun nahmen die Deutschen das Spiel wieder zunehmend mehr in die Hand: Nach einem Sololauf von Bastian Schweinsteiger, der mehrere argentinische Abwehrspieler stehen ließ, konnte Arne Friedrich den Ball ins Tor schieben und damit sein erstes Länderspieltor überhaupt erzielen. Den Schlusspunkt setzte nach einem weiteren Konter in der 89. Minute erneut Klose, der den überdeutlichen Endstand von 4:0 herstellte und damit gleichzeitig auf der Rangliste der erfolgreichsten WM-Torschützen mit Gerd Müller (beide 14 Tore) gleichzog.
Im Halbfinale endete schließlich der deutsche Traum vom Weltmeistertitel erneut. Wie im Finale der Fußball-Europameisterschaft 2008 hieß der Gegner Spanien, der im bisherigen Turnier trotz seines hochgelobten Kurzpassspiels wenig glanzvolle Ergebnisse eingefahren hatte. Gegen die Spanier jedoch konnte die deutsche Mannschaft ihr Kombinationsspiel praktisch überhaupt nicht aufziehen, das Spiel verlief auf deutscher Seite weitestgehend ideenlos. Die Spanier dagegen zeigten wie bei der Europameisterschaft eine gute Leistung und brachten die Deutschen immer wieder in Bedrängnis. Einzig der gut stehenden deutschen Abwehr und der unzureichenden Chancenverwertung der Spanier war es zu verdanken, dass der 1:0-Siegtreffer der Iberer erst in der 73. Minute nach einem Eckball fiel. Zuvor hatte Toni Kroos nach einem Direktschuss auf Torwart Iker Casillas die größte der wenigen deutschen Torchancen vergeben. Weitere deutsche Versuche, durch lange Pässe in den Strafraum noch auszugleichen, blieben erfolglos.
Im „kleinen Finale“ begegnete man schließlich noch Uruguay, das gegen die Niederlande im Halbfinale mit 2:3 verloren hatte. Löw setzte vier Reservisten ein, u. a. Torhüter Hans Jörg Butt, der schon bei der WM 2002 im Kader stand aber ohne Einsatz blieb. Für Thomas Müller und den Uruguayer Diego Forlán, die bis dahin vier Tore erzielt hatten, ging es auch noch darum die beiden Führenden in der Torschützenliste, den Spanier David Villa und den Niederländer Wesley Sneijder (beide fünf Tore) zu überholen. Müller brachte Deutschland auch zunächst durch ein Tor in Führung, womit er mit 5 Treffern und 3 Torvorlagen die Führung in der Torschützenliste übernahm. Uruguay gelang es zwischenzeitlich, durch Edinson Cavani und Diego Forlán das Spiel zu drehen, bevor Marcell Jansen und Sami Khedira mit Treffern zum 3:2 schließlich den erneuten dritten Platz für Deutschland bei der WM sicherstellten. Da Villa und Sneijder einen Tag später im Finale torlos blieben, wurde Müller als dritter Deutscher nach Gerd Müller (1970) und Miroslav Klose (2006) Torschützenkönig. Der Stamm der Mannschaft blieb beisammen, lediglich für die Reservisten Butt und Stefan Kießling endete mit dem Spiel um Platz 3 ihre Länderspielkarriere.

### WM 2014 in Brasilien
In der Qualifikation für die WM in Brasilien, die im Herbst 2012 begann, traf Deutschland auf die Färöer, Irland, Kasachstan, Österreich und Schweden. Auf die Färöer traf man bereits in der Qualifikation für die EM 2004, Irland war Gegner in der Qualifikation für die EM 2008, Kasachstan war Gegner in der Qualifikation zur EM 2012, ebenso wie Österreich, gegen das auch schon in der Qualifikation für die WM 1970 und 1982 gespielt wurde. Schweden war zum vierten Mal Gegner in der WM-Qualifikation nach 1938, 1966 und 1986. Die WM-Qualifikation begann für die deutsche Mannschaft am 7. September 2012 mit einem 3:0-Heimsieg gegen die Färöer, der gleichzeitig der 500. Länderspielsieg war. Am vorletzten Spieltag gelang durch ein 3:0 in Köln gegen Irland der Gruppensieg und die vorzeitige Qualifikation für die WM.

Startaufstellungen im Finale

Bei der Endrunde traf Deutschland in der Gruppenphase zunächst auf Portugal und gewann im 100. deutschen WM-Spiel mit 4:0, spielte dann wie 2010 gegen Ghana (2:2, wobei der eingewechselte Klose mit seinem 15. WM-Tor den Ausgleichstreffer zum 2:2 erzielte) und gewann zum Abschluss der Gruppenphase mit 1:0 gegen die von Jürgen Klinsmann trainierte Fußballnationalmannschaft der Vereinigten Staaten. Im Gegensatz zu allen anderen Weltmeisterschaften, an denen Deutschland in der Endrunde teilnahm, traf Deutschland in der WM 2014 in der Gruppenphase ausschließlich auf Mannschaften, gegen die es schon in vorherigen Weltmeisterschaften spielte. Das Spiel gegen Ghana am 21. Juni 2014 in Fortaleza war das äquatornächste Spiel der Nationalmannschaft. Im Achtelfinale traf Deutschland auf Algerien, das erstmals das Achtelfinale erreicht hatte. Durch ein 2:1 n. V. wurde zum 16. Mal in Folge die Runde der letzten Acht erreicht. Zudem gelang damit der erste Sieg gegen Algerien. Im Viertelfinale war Frankreich der Gegner. Durch ein Tor in der 12. Minute von Mats Hummels nach einem Freistoß von Toni Kroos konnte Deutschland sich mit 1:0 durchsetzen und zum vierten Mal in Folge ein Halbfinale bei einer Weltmeisterschaft erreichen.
Beim 7:1 im Halbfinale gelang zunächst Thomas Müller mit dem 1:0 das 2000. Länderspieltor für Deutschland. Mit dem 2:0 wurde Klose mit nun 16 Toren bester WM-Torschütze und mit dem 5:0 durch Sami Khedira, dem 221. WM-Tor der deutschen Mannschaft überholte Deutschland die Brasilianer in der Anzahl der bei Weltmeisterschaften erzielten Tore. Im Finale erzielte Mario Götze sieben Minuten vor dem Ende der Verlängerung den Siegtreffer zum 1:0-Endstand gegen Argentinien, wodurch Deutschland seinen vierten WM-Titel errang und als erstes Land zum dritten Mal den neuen FIFA-WM-Pokal gewann. Außerdem gewann man als erstes europäisches Team die Weltmeisterschaft auf dem amerikanischen Kontinent.
Durch sein Tor zum 2:2-Ausgleich im Spiel gegen Ghana, das er mit seinem ersten Ballkontakt zwei Minuten nach seiner Einwechslung erzielt hatte, zog Miroslav Klose mit Ronaldo in der Anzahl der bei Weltmeisterschaften erzielten Tore gleich. Im folgenden Spiel gegen die USA kam er zu seinem 21. WM-Einsatz, womit er mit Uwe Seeler gleichzog. Durch Einsätze im Viertel- und Halbfinale sowie im Finale zog er an Paolo Maldini (23 Spiele) vorbei und wurde zunächst nun nur noch von Lothar Matthäus (25 WM-Spiele) übertroffen. Beide wurden 2022 im Finale von Lionel Messi mit 26 WM-Spielen übertroffen. Fünf Tage nach dem Finalsieg erklärte Weltmeister-Kapitän Philipp Lahm seinen Rücktritt aus der Nationalmannschaft. Am 11. August erklärte auch WM-Rekordtorschütze Klose seinen Rücktritt aus der Nationalmannschaft.

### WM 2018 in Russland
Erstmals musste sich Deutschland auch als Weltmeister für die folgende WM qualifizieren, da seit der WM 2006 der Titelverteidiger nicht mehr automatisch qualifiziert ist. In der im September 2016 gestarteten Qualifikation waren Tschechien, Nordirland, Norwegen, Aserbaidschan und San Marino die Gegner. Gegen alle hatte Deutschland schon zuvor eine positive Bilanz. Von den Gegnern nahm Tschechien zuletzt 2006, Norwegen zuletzt 1998 und Nordirland zuletzt 1986 an einer WM teil, die anderen beiden Gegner noch nie. Aserbaidschan war bereits Gegner in der Qualifikation für die WM 2010, Nordirland war Gegner in der Qualifikation für die WM 1962 und 1998, Norwegen in der Qualifikation für die WM 1954. Danach gab es kein Pflichtspiel mehr gegen Norwegen. San Marino und Tschechien waren noch nie Gegner in einer WM-Qualifikation, aber beide waren Gegner in der Qualifikation für die EM 2008. Deutschland gewann erstmals alle zehn Spiele, davon die ersten vier ohne Gegentor, und qualifizierte sich am vorletzten Spieltag vorzeitig für die WM-Endrunde durch einen 3:1-Sieg in Nordirland, wodurch die Nordiren, die bis dahin nur gegen Deutschland Gegentore kassiert hatten, auf den zweiten Platz verwiesen wurden. Zusammen mit Belgien erzielte Deutschland die meisten Tore (43), kassierte aber weniger Gegentore, so dass die Mannschaft die bessere Tordifferenz hatte. Im Laufe der Qualifikation und auch durch den Gewinn des Confed-Cups 2017 eroberte Deutschland die 2015 verlorene Spitzenposition in der FIFA-Weltrangliste zurück.
Nach der besten Qualifikation folgte die schlechteste Vorbereitung: Von sechs Spielen zwischen der erfolgreichen Qualifikation und dem ersten WM-Spiel konnte Deutschland nur eins gewinnen, drei endeten remis und zwei wurden verloren. Zunächst bestritt die Mannschaft im November und März Freundschaftsspiele gegen die Ex-Weltmeister England, Frankreich, Spanien und Brasilien, von denen keins gewonnen wurde und durch das 0:1 gegen Brasilien eine Serie von 22 Spielen ohne Niederlage endete. In diesen Spielen setzte Löw 27 Spieler ein, wovon nur İlkay Gündoğan, Julian Draxler und Timo Werner in allen vier Spielen zum Einsatz kamen. Für das WM-Trainingslager nominierte Löw 27 Spieler, darunter mit Kapitän Manuel Neuer und Marco Reus zwei Spieler, die verletzungsbedingt in den vier Testspielen nicht eingesetzt werden konnten, und mit Nils Petersen den besten deutschen Torschützen der Fußball-Bundesliga 2017/18, der aber noch kein Länderspiel bestritten hatte. Aus Verletzungsgründen musste er auf Lars Stindl und Emre Can verzichten, die in zwei der vier Testspiele mitgewirkt hatten. Während des Trainingslagers wurde ein Testspiel in Österreich gegen die nicht für die WM qualifizierten Österreicher mit 1:2 verloren, anschließend wurde der Kader auf 23 Spieler reduziert. Dabei wurde Petersen, der gegen Österreich sein Debüt gegeben hatte, ebenso gestrichen wie Leroy Sané, Englands Jungprofi des Jahres. Von den 2014er Weltmeistern standen noch Jérôme Boateng, Julian Draxler, Matthias Ginter (ohne Einsatz 2014), Sami Khedira, Toni Kroos, Mats Hummels, Thomas Müller, Manuel Neuer und Mesut Özil im Kader. Kurz vor der Abreise zur WM konnte in Leverkusen gegen die auf Platz 67 der FIFA-Weltrangliste platzierte Mannschaft aus Saudi-Arabien mit 2:1 das einzige Vorbereitungsspiel gewonnen werden, ohne dabei eine überzeugende Leistung zu zeigen.
Bei der Endrunde verlor die deutsche Mannschaft ihr Auftaktspiel gegen Mexiko mit 0:1, im zweiten Spiel gegen Schweden gelang nach 0:1-Rückstand ein 2:1-Sieg, der durch ein Last-Minute-Tor von Toni Kroos nach einem Freistoß in der fünften Minute der Nachspielzeit erreicht wurde. Da Mexiko und Schweden Südkorea, den dritten Gruppengegner, jeweils mit einem Tor Differenz besiegt hatten, benötigte die deutsche Mannschaft gegen die Asiaten einen Sieg mit zwei Toren Differenz, um aus eigener Kraft die K.-o.-Runde zu erreichen. Der deutschen Mannschaft gelang es aber nicht, gegen die Südkoreaner ein einziges Tor zu erzielen. Stattdessen kassierte sie in der Nachspielzeit zwei Gegentore und schied durch die 0:2-Niederlage als Gruppenletzter und überhaupt das erste Mal und als Titelverteidiger in der Vorrunde aus. Brasilien, das im Viertelfinale scheiterte, zog in der Anzahl der geschossenen Tore wieder an Deutschland vorbei und zog in der Anzahl der gespielten Spiele gleich.

### WM 2022 in Katar
In der Qualifikation traf die deutsche Mannschaft auf Rumänien, Island, Nordmazedonien, Armenien und Liechtenstein. Gegen Rumänien gab es zuvor 13 Spiele, wovon acht gewonnen wurden, drei Remis endeten und zwei verloren wurden. Vor der Qualifikation gab es erst zwei Pflichtspiele gegen die Rumänen – bei den EM-Endrunden 1984 und 2000 in der Gruppenphase – wovon eins gewonnen wurde und eins remis endete, aber bei beiden Turnieren schied Deutschland nach der Gruppenphase aus. Gegen Island gab es zuvor erst vier Spiele mit drei Siegen und einem Remis – letzteres in der Qualifikation für die EM 2004, wonach es zur Wutrede des Teamchefs Rudi Völler gegenüber den Kommentatoren Gerhard Delling und Günter Netzer sowie gegenüber dem Moderator Waldemar Hartmann kam. Gegen Armenien gab es zuvor drei Siege, davon zwei in der Qualifikation für die WM 1998. Gegen Liechtenstein wurde zuvor viermal gewonnen, davon zweimal in der Qualifikation für die WM 2010. Nordmazedonien war zuvor noch nie Gegner der deutschen Mannschaft. Die deutsche Mannschaft begann im März 2021 mit einem Heimsieg gegen Island und einem 1:0-Sieg in Rumänien, verlor dann aber mit 1:2 das Heimspiel gegen Nordmazedonien. Nach der EURO 2020, die wegen der COVID-19-Pandemie um ein Jahr verschoben wurde, trat Bundestrainer Löw – wie zuvor vereinbart – zurück. Unter seinem Nachfolger Hansi Flick wurden im September und Oktober 2021 die nächsten fünf Qualifikationsspiele gewonnen und da sich die Gruppengegner noch gegenseitig im Kampf um Platz 2 Punkte nahmen, konnte sich die deutsche Mannschaft am 11. Oktober 2021 vor den letzten beiden Spielen, die dann auch noch gewonnen wurden, vorzeitig als erste Mannschaft nach den Gastgebern qualifizieren.
Bei der Auslosung der WM-Gruppen war Deutschland erstmals seit 1966 nicht in Topf 1 gesetzt und konnte entweder gegen Gastgeber Katar oder eine der Top-8-Mannschaften der März-FIFA-Weltrangliste gelost werden. Rekordnationalspieler Lothar Matthäus loste die deutsche Mannschaft in die Gruppe mit Spanien, wodurch dies die einzige Gruppe mit zwei Ex-Weltmeistern wurde. Zudem wurde Japan und der Sieger des Play-off-Spiels zwischen Costa Rica und Neuseeland zugelost, das Costa Rica im Juni mit 1:0 gewann.
Nach einer Niederlage im ersten Spiel gegen Japan (1:2), einem Unentschieden gegen Spanien (1:1) und einem Sieg gegen Costa Rica (4:2) schied die deutsche Mannschaft auf Grund der schlechteren Tordifferenz als Gruppendritter wie bereits bei der WM 2018 in der Vorrunde aus. Um weiterzukommen, wäre ein gleichzeitiger Sieg oder ein Unentschieden Spaniens gegen Japan nötig gewesen, Spanien verlor jedoch 1:2 und wurde nur Gruppenzweiter.

### WM 2026 in Kanada, Mexiko und den USA
In der Qualifikation trifft die deutsche Mannschaft, nachdem sie sich im Viertelfinale der Nations League gegen Italien durchgesetzt hat, in einer Vierergruppe ab September 2025 auf die Slowakei, Nordirland und Luxemburg. Gegen die Slowakei sind es die ersten WM-Qualifikationsspiele. Bisher gab es nur Pflichtspiele in der EM-Qualifikation und im EM-Achtelfinale, die alle gewonnen wurden. Nordirland war dagegen schon Gegner in den WM-Qualifikationen 1962, 1998, 2018 und in der allerersten WM-Qualifikation 1934.

## Deutsche WM-Spieler

### Rangliste der deutschen WM-Spieler mit mindestens 10 Einsätzen
55 deutsche Spieler bestritten mindestens zehn WM-Spiele. Nur Lionel Messi bestritt mehr Spiele (26) als Lothar Matthäus und Miroslav Klose.
01. Lothar Matthäus – 25 Einsätze in 5 Turnieren
02. Miroslav Klose – 24 Einsätze in 4 Turnieren
03. Uwe Seeler † – 21 Einsätze in 4 Turnieren
04. Philipp Lahm, Bastian Schweinsteiger – jeweils 20 Einsätze in 3 Turnieren
06. Per Mertesacker, Thomas Müller, Manuel Neuer, Wolfgang Overath, Karl-Heinz Rummenigge, Berti Vogts – jeweils 19 Einsätze in 3 bzw. 4 (Müller, Neuer) Turnieren
12. Franz Beckenbauer †, Thomas Berthold, Pierre Littbarski, Sepp Maier – jeweils 18 Einsätze in 3 bzw. 4 Turnieren
16. Jürgen Klinsmann, Karl-Heinz Schnellinger † – jeweils 17 Einsätze in 3 bzw. 4 (Schnellinger) Turnieren
18. Andreas Brehme †, Mesut Özil – jeweils 16 Einsätze in 3 Turnieren
20. Lukas Podolski, Hans Schäfer †, Rudi Völler – jeweils 15 Einsätze in 3 Turnieren
23. Jérôme Boateng, Paul Breitner, Karlheinz Förster, Thomas Häßler, Sami Khedira, Toni Kroos, Toni Schumacher, Bernd Schneider – jeweils 14 Einsätze in 2 bzw. 3 (Boateng, Häßler, Khedira, Kroos) Turnieren
31. Hans-Peter Briegel, Arne Friedrich, Torsten Frings, Manfred Kaltz, Jürgen Kohler, Christoph Metzelder, Gerd Müller †, Oliver Neuville, Willi Schulz – jeweils 13 Einsätze in 2 Turnieren
40. Bodo Illgner – 12 Einsätze in 2 Turnieren
41. Michael Ballack, Klaus Fischer, Jürgen Grabowski †, Dietmar Hamann, Fritz Walter † – jeweils 11 Einsätze in 2 Turnieren
46. Oliver Bierhoff, Rainer Bonhof, Guido Buchwald, Horst Eckel †, Herbert Erhardt †, Horst-Dieter Höttges †, Jens Jeremies. Felix Magath, Helmut Rahn †, Horst Szymaniak † – jeweils 10 Einsätze in 2 bzw. 3 (Höttges) Turnieren

### Rangliste der deutschen WM-Spieler mit den meisten Toren
01. Miroslav Klose – 16 Tore (Weltrekord seit 2014)
02. Gerd Müller † – 14 Tore (Weltrekord von 1974 bis 2006)
03. Jürgen Klinsmann – 11 Tore
04. Thomas Müller, Helmut Rahn † – jeweils 10 Tore
06. Karl-Heinz Rummenigge, Uwe Seeler † – jeweils 9 Tore
08. Rudi Völler – 8 Tore
09. Hans Schäfer † – 7 Tore
10. Helmut Haller †, Lothar Matthäus, Max Morlock † – jeweils 6 Tore
13. Franz Beckenbauer †, Lukas Podolski – jeweils 5 Tore
Die meisten Tore nach Einwechslungen erzielten André Schürrle (3/2014), Kai Havertz (2/2022) und Rudi Völler (2/1986).
Deutschland stellte dreimal (1970/Gerd Müller, 2006/Miroslav Klose und 2010/Thomas Müller) den WM-Torschützenkönig. Nur Brasilien (4×) stellte öfter den Torschützenkönig.

### Final- und Halbfinalteilnahmen
Lothar Matthäus und Pierre Littbarski wurden 1990 Weltmeister, nachdem sie zuvor bereits zweimal Vizeweltmeister geworden waren (1982, 1986). Jeweils in zwei WM-Endspielen kamen Franz Beckenbauer, Wolfgang Overath (beide 1966, 1974), Paul Breitner (1974, 1982), Toni Schumacher, Karlheinz Förster, Hans-Peter Briegel, Karl-Heinz Rummenigge (alle 1982, 1986), Pierre Littbarski (1982, 1990), Lothar Matthäus (1986, 1990) und Miroslav Klose (2002, 2014) zum Einsatz. Die Spieler, die 1982 und 1986 im Finale standen, verloren beide Endspiele, alle anderen gewannen ein Finale und verloren eines. Paul Breitner schoss sowohl 1974, als auch 1982 jeweils ein Tor im Finale.
Weltmeister, Vizeweltmeister und WM-Dritter wurden Franz Beckenbauer, Jürgen Grabowski, Horst-Dieter Höttges, Sepp Maier, Wolfgang Overath (alle 1974/1., 1966/2., 1970/3., wobei Grabowski und Maier 1966 nicht zum Einsatz kamen) sowie Miroslav Klose (2014/1., 2002/2., 2006/3. und 2010/3.).
Miroslav Klose war der erste Spieler der WM-Geschichte, der viermal in einem Halbfinale zum Einsatz kam (2002, 2006, 2010, 2014).

### Kapitäne
- 1934: Fritz Szepan
- 1938: Johann Mock/Fritz Szepan
- 1954: Fritz Walter
- 1958 und 1962: Hans Schäfer
- 1966 und 1970: Uwe Seeler
- 1974: Franz Beckenbauer
- 1978: Berti Vogts
- 1982: Karl-Heinz Rummenigge
- 1986: Karl-Heinz Rummenigge/Toni Schumacher
- 1990 und 1994: Lothar Matthäus
- 1998: Jürgen Klinsmann
- 2002: Oliver Kahn
- 2006: Michael Ballack/Bernd Schneider/Oliver Kahn
- 2010 und 2014: Philipp Lahm
- 2018 und 2022: Manuel Neuer

### Bei Weltmeisterschaften gesperrte Spieler
- Bei der WM 1938 wurde Johann Pesser aus Wien im ersten Spiel gegen die Schweiz (Endstand 1:1) wegen eines Revanchefouls vom Platz gestellt und war für das Wiederholungsspiel gesperrt.[10] Er wurde vom Fachamtsleiter Felix Linnemann nach Hause geschickt.[11]
- Erich Juskowiak wurde 1958 im Halbfinale gegen Schweden nach einem Revanchefoul an Kurt Hamrin vom Platz gestellt.[23]
- Thomas Berthold erhielt 1986 im Viertelfinale gegen Mexiko nach einem Revanchefoul die rote Karte und war für das Halbfinale gegen Frankreich gesperrt.[68]
- Rudi Völler sah 1990 im Achtelfinale gegen die Niederlande nach einer Auseinandersetzung mit Frank Rijkaard die rote Karte und wurde für ein Spiel gesperrt.
- Christian Wörns erhielt 1998 im Viertelfinale gegen Kroatien nach einem Foul („Notbremse“) die rote Karte.[90] Deutschland schied anschließend aus, so dass die Karte bei der WM keine weitere Auswirkung hatte.
- Carsten Ramelow erhielt 2002 im Vorrundenspiel gegen Kamerun die gelb-rote Karte nach wiederholtem Foulspiel. Er war damit für das Achtelfinale gesperrt.[93]
- Miroslav Klose erhielt 2010 im Vorrundenspiel gegen Serbien die gelb-rote Karte nach wiederholtem Foulspiel.[106]
- Jérôme Boateng erhielt 2018 im Vorrundenspiel gegen Schweden die gelb-rote Karte nach wiederholtem Foulspiel.
- Nach 2 gelben Karten waren folgende Spieler für ein Spiel gesperrt:
  - 1990: Andreas Brehme „provozierte“ im zweiten Gruppenspiel 1990 die zweite gelbe Karte und war für das dritte Gruppenspiel gegen Kolumbien gesperrt.[72]
  - 1994: Stefan Effenberg für das Achtelfinale gegen Belgien (nach Effenbergs Suspendierung ausgetragen), Thomas Helmer und Martin Wagner für das Halbfinale, an dem Deutschland nicht beteiligt war.
  - 1998: Michael Tarnat für das Halbfinale, an dem Deutschland nicht beteiligt war.
  - 2002: Christian Ziege und Dietmar Hamann für das Achtelfinale, Michael Ballack[96] für das Finale.
  - 2010: Thomas Müller für das Halbfinale.
- Franz Beckenbauer erhielt bei der WM 1966 zwei Verwarnungen und wäre nach der zweiten, im Halbfinale erhaltenen Karte eigentlich für das Finale gesperrt gewesen. Die FIFA „übersah“ aber diese Verwarnung und so konnte Franz Beckenbauer im Finale eingesetzt werden.
- Mike Hanke war nach einer roten Karte im Spiel um den 3. Platz beim Confed-Cup 2005 für die ersten beiden Spiele der WM 2006 gesperrt.
- Torsten Frings wurde bei der WM 2006 von der Disziplinarkommission des Weltverbandes FIFA auf Grund einer Tätlichkeit gegen den Argentinier Julio Cruz nach Ende des Viertelfinalspieles gegen Argentinien für zwei Spiele gesperrt. Da die Sperre für das zweite Spiel für sechs Monate auf Bewährung ausgesetzt wurde, betraf die Sperre nur das Halbfinalspiel gegen Italien. Das Urteil war umstritten, einerseits, weil die Regularien der FIFA eine Minimalsperre von zwei Spielen vorsehen und die Möglichkeit einer Bewährung nicht beinhalten, andererseits, weil der angeblich angegriffene, argentinische Spieler nach eigenem Bekunden keinen Faustschlag gespürt hat.

### Anteil der im Ausland spielenden Spieler im WM-Kader
Obwohl bereits seit Anfang der 1950er Jahre deutsche Spieler im Ausland spielten (Ludwig Janda in Italien, Bert Trautmann in England), wurde erstmals 1962 mit Horst Szymaniak vom CC Catania ein Spieler in den Kader berufen, der nicht in den heimischen Oberligen spielte. 1994 standen 6 Spieler im Kader, die nicht in der Bundesliga spielten. Danach nahm die Zahl wieder ab, und 2010 standen erstmals seit 1978 nur Spieler aus der Bundesliga im Kader, da der bis 2010 beim FC Chelsea unter Vertrag stehende Michael Ballack wegen einer im englischen Pokalfinale erlittenen Verletzung nicht berufen wurde. 2014 wurde dann – auch durch den Ausfall von Marco Reus, für den der in Italien spielende Shkodran Mustafi nachnominiert wurde – ein neuer Rekordwert erreicht. Die meisten dieser im Ausland tätigen Spieler wechselten nach der WM 2010 nach England, Italien und Spanien. Schon zuvor beschränkte sich die Auswahl auf „Legionäre“, die in den Topligen dieser drei Länder sowie Frankreich spielten. Robert Huth und Shkodran Mustafi sind die einzigen dieser Legionäre, die nie in der deutschen Top-Liga gespielt haben. Alle nominierten Legionäre kamen mindestens einmal zum Einsatz. Jürgen Klinsmann wurde am häufigsten (17×) als Legionär berufen und spielte während der Zeit in drei verschiedenen Ligen (Italien, Frankreich und England). Nur Javier Mascherano (20×), Lionel Messi und Ronaldo (je 19×) sowie Carlos Dunga (18×) spielten öfter als Legionär für ihre Mannschaft bei WM-Turnieren.
| Jahr (Spiele) | Anzahl (Länder)                                               | Spieler (Einsätze) |
| ------------- | ------------------------------------------------------------- | --- |
| 1934–1958     | 0                                                             | |
| 1962 (4)      | 1 (Italien)                                                   | Horst Szymaniak (3) |
| 1966 (6)      | 3 (Italien)                                                   | Albert Brülls (2), Helmut Haller (5), Karl-Heinz Schnellinger (6)                                                                                 |
| 1970 (6)      | 2 (Italien)                                                   | Helmut Haller (1), Karl-Heinz Schnellinger (5) |
| 1974 (7)      | 1 (Spanien)                                                   | Günter Netzer (1) |
| 1978 (6)      | 0                                                             | |
| 1982 (7)      | 1 (Spanien)                                                   | Uli Stielike (7) |
| 1986 (7)      | 2 (Italien)                                                   | Hans-Peter Briegel (6), Karl-Heinz Rummenigge (7)                                                                                                 |
| 1990 (7)      | 5 (Italien)                                                   | Thomas Berthold (7), Andreas Brehme (6), Jürgen Klinsmann (7), Lothar Matthäus (7), Rudi Völler (6)                                               |
| 1994 (5)      | 6 (4 in Italien, 2 in Frankreich)                             | Stefan Effenberg (3), Thomas Häßler (5), Jürgen Kohler (5), Andreas Möller (4), Jürgen Klinsmann (5), Rudi Völler (3)                             |
| 1998 (5)      | 4 (2 in Italien, 1 in England, 1 in Frankreich)               | Oliver Bierhoff (5), Christian Ziege (4), Jürgen Klinsmann (5), Andreas Köpke (5)                                                                 |
| 2002 (7)      | 3 (2 in England, 1 in Frankreich)                             | Dietmar Hamann (6), Christian Ziege (5), Oliver Bierhoff (5)                                                                                      |
| 2006 (7)      | 2 (England)                                                   | Jens Lehmann (6), Robert Huth (1) |
| 2010 (7)      | 0                                                             | |
| 2014 (7)      | 7 (4 in England, 2 in Italien, 1 in Spanien)                  | Mesut Özil (7), Per Mertesacker (6), André Schürrle (6), Lukas Podolski (2), Miroslav Klose (5), Shkodran Mustafi (3), Sami Khedira (5)           |
| 2018 (3)      | 8 (3 in England, 2 in Frankreich, 1 in Italien, 2 in Spanien) | İlkay Gündoğan (1), Mesut Özil (2), Antonio Rüdiger (1); Julian Draxler (2), Kevin Trapp; Sami Khedira (2); Toni Kroos (3), Marc-André ter Stegen |
| 2022 (3)      | 6 (4 in England, 2 in Spanien)                                | İlkay Gündoğan (3), Kai Havertz (2), Thilo Kehrer (1), Armel Bella-Kotchap; Antonio Rüdiger (3), Marc-André ter Stegen                            |

## Spiele
Deutschland bestritt bisher 112 WM-Spiele gegen 47 verschiedene Gegner. Nur Brasilien hat gegen mehr verschiedene Gegner (49) gespielt. 68 Spiele wurden gewonnen, 23 verloren und 21 endeten remis. Elfmal mussten Spiele verlängert werden, da ein Sieger ermittelt werden musste, am häufigsten gegen England (3×). Dabei konnten nur drei Spiele in der Verlängerung regulär gewonnen werden (davon zwei bei der WM 2014), zudem vier Spiele im Elfmeterschießen. Drei Spiele wurden in der Verlängerung verloren, am häufigsten gegen Italien (2×). Ein Spiel wurde wiederholt und in der Wiederholung verloren.
Deutschland nahm viermal (1938, 1978, 1994 und 2006) am ersten oder Eröffnungsspiel der WM teil, nur Mexiko (5×) bestritt häufiger das erste oder Eröffnungsspiel. Die deutsche Mannschaft hat die meisten Heimspiele bei Weltmeisterschaften: 14. Sie musste 7× gegen den Gastgeber antreten, je einmal in der Vorrunde (1962), der Zwischenrunde (1982), im Viertelfinale (1986) und im Finale (1966) sowie dreimal im Halbfinale (1958, 2002 und 2014). Dabei wurden vier Spiele gewonnen und ein Spiel nach Verlängerung im Elfmeterschießen (Nur Italien konnte auch viermal gegen den Gastgeber gewinnen, verlor aber zudem einmal im Elfmeterschießen und viermal nach 90 Minuten bzw. durch Golden Goal). Deutschland traf zweimal auf den Titelverteidiger und hat beide Spiele gewonnen: 1970 gegen England nach Verlängerung im Viertelfinale und 1990 gegen Argentinien im Finale. In beiden Fällen war es die Wiederholung der Finalpaarung der vorherigen WM.
Deutschland verlor sechsmal gegen den späteren Weltmeister: 1966 (Finale), 1982 (Finale), 1986 (Finale), 2002 (Finale), 2006 (Halbfinale) und 2010 (Halbfinale).
Deutschland traf am häufigsten (15-mal) auf WM-Neulinge: 1934 (als man selber Neuling war)/Schweden, Tschechoslowakei und Österreich, 1954/Türkei, 1958/Nordirland, 1970/Marokko, 1974/Australien und DDR, 1978/Tunesien, 1982/Algerien, 1986/Dänemark, 1990/Vereinigte Arabische Emirate, 1998/BR Jugoslawien und Kroatien sowie 2010/Serbien.
Deutschland spielte bisher gegen Mannschaften aller Konföderationen, was zudem nur Brasilien, Chile, Italien, Kroatien, Schottland und der UdSSR gelang. Deutschland ist die einzige Mannschaft, die bisher gegen alle südamerikanischen WM-Teilnehmer gespielt hat, zuerst 1958 gegen Argentinien, zuletzt erstmals gegen Ecuador 2006. Dabei gelangen 15 Siege sowie ein Sieg im Elfmeterschießen und nur zwei Spiele (Finale 1986 und 2002) wurden verloren.
Deutschland spielte auch gegen alle anderen deutschsprachigen WM-Teilnehmer: Österreich (1934, 1954, 1978, 1982), Schweiz (1938, 1962, 1966) und DDR (1974). Gegen diese und Deutschland spielten nur Brasilien, Chile und die Niederlande.
Deutschland spielte am häufigsten (12×) in den ersten WM-Spielen nur gegen Mannschaften des eigenen Kontinents.
Häufigste Gegner sind Argentinien (7-mal), Jugoslawien (6-mal, inkl. Bundesrepublik Jugoslawien) sowie England, Italien, Schweden und Spanien (je 5-mal).
Bisher spielte Deutschland in 64 WM-Städten – keine Mannschaft spielte in mehr WM-Städten. Am häufigsten (6-mal) spielte Deutschland in Mailand (1934/1×, 1990/5×).

### Ewige Tabelle aller WM-Spiele Deutschlands bei Gegner
| Pl.                      | Mannschaft                   | Sp. | S | U | N | Tore    | Diff. | Punkte | Finals | 1/2 Finals | 1/4 Finals | Erstes Spiel | Letztes Spiel | Nächstes Spiel |
| ------------------------ | ---------------------------- | --- | - | - | - | ------- | ----- | ------ | ------ | ---------- | ---------- | ------------ | ------------- | -------------- |
| 1.                       | Argentinien                  | 7   | 4 | 2 | 1 | 012:500 | +7    | 14     | 3      | 0          | 2          | 1958         | 2014          |                |
| 2.                       | Jugoslawien/ BR Jugoslawien  | 6   | 4 | 1 | 1 | 011:400 | +7    | 13     | 0      | 0          | 3          | 1954         | 1998          | –              |
| 3.                       | Schweden                     | 5   | 4 | 0 | 1 | 011:700 | +4    | 12     | 0      | 1          | 0          | 1934         | 2018          |                |
| 4.                       | Uruguay                      | 4   | 3 | 1 | 0 | 009:300 | +6    | 10     | 0      | 0          | 1          | 1966         | 2010          |                |
| 5.                       | Österreich                   | 4   | 3 | 0 | 1 | 012:600 | +6    | 09     | 0      | 1          | 0          | 1934         | 1982          |                |
| 6.                       | Chile                        | 3   | 3 | 0 | 0 | 007:100 | +6    | 09     | 0      | 0          | 0          | 1962         | 1982          |                |
| 7.                       | Vereinigte Staaten           | 3   | 3 | 0 | 0 | 004:000 | +4    | 09     | 0      | 0          | 1          | 1998         | 2014          |                |
| 8.                       | England                      | 5   | 2 | 2 | 1 | 010:800 | +2    | 08     | 1      | 1          | 1          | 1966         | 2010          |                |
| 9.                       | Spanien                      | 5   | 2 | 2 | 1 | 006:500 | +1    | 08     | 0      | 1          | 0          | 1966         | 2022          |                |
| 10.                      | Mexiko                       | 4   | 2 | 1 | 1 | 008:200 | +6    | 07     | 0      | 0          | 1          | 1986         | 2018          |                |
| 11.                      | Schweiz                      | 4   | 2 | 1 | 1 | 010:600 | +4    | 07     | 0      | 0          | 0          | 1962         | 1966          |                |
| 12.                      | Niederlande                  | 3   | 2 | 1 | 0 | 006:400 | +2    | 07     | 1      | 0          | 0          | 1974         | 1990          |                |
| 13.                      | Polen                        | 3   | 2 | 1 | 0 | 002:000 | +2    | 07     | 0      | 1          | 0          | 1974         | 1978          |                |
| 14.                      | Frankreich                   | 4   | 2 | 1 | 1 | 009:900 | ±0    | 07     | 0      | 2          | 1          | 1958         | 2014          |                |
| 15.                      | Türkei                       | 2   | 2 | 0 | 0 | 011:300 | +8    | 06     | 0      | 0          | 0          | 1954         | 1954          |                |
| 16.                      | Australien                   | 2   | 2 | 0 | 0 | 007:000 | +7    | 06     | 0      | 0          | 0          | 1974         | 2010          |                |
| 17.                      | Portugal                     | 2   | 2 | 0 | 0 | 007:100 | +6    | 06     | 0      | 0          | 0          | 2006         | 2014          |                |
| 18.                      | Belgien                      | 2   | 2 | 0 | 0 | 008:400 | +4    | 06     | 0      | 0          | 0          | 1934         | 1994          |                |
| 18.                      | Costa Rica                   | 2   | 2 | 0 | 0 | 008:400 | +4    | 06     | 0      | 0          | 0          | 2006         | 2022          |                |
| 20.                      | Marokko                      | 2   | 2 | 0 | 0 | 003:100 | +2    | 06     | 0      | 0          | 0          | 1970         | 1986          |                |
| 21.                      | Südkorea                     | 3   | 2 | 0 | 1 | 004:400 | ±0    | 06     | 0      | 1          | 0          | 1994         | 2018          |                |
| 22.                      | Ghana                        | 2   | 1 | 1 | 0 | 003:200 | +1    | 04     | 0      | 0          | 0          | 2014         | 2014          |                |
| 23.                      | Tschechoslowakei             | 3   | 1 | 1 | 1 | 004:500 | −1    | 04     | 0      | 1          | 1          | 1934         | 1990          | –              |
| 24.                      | Saudi-Arabien                | 1   | 1 | 0 | 0 | 008:000 | +8    | 03     | 0      | 0          | 0          | 2002         | 2002          |                |
| 25.                      | Brasilien                    | 2   | 1 | 0 | 1 | 007:300 | +4    | 03     | 1      | 1          | 0          | 2002         | 2014          |                |
| 26.                      | Vereinigte Arabische Emirate | 1   | 1 | 0 | 0 | 005:100 | +4    | 03     | 0      | 0          | 0          | 1990         | 1990          |                |
| 27.                      | Ecuador                      | 1   | 1 | 0 | 0 | 003:000 | +3    | 03     | 0      | 0          | 0          | 2006         | 2006          |                |
| 28.                      | Bulgarien                    | 2   | 1 | 0 | 1 | 006:400 | +2    | 03     | 0      | 0          | 1          | 1970         | 1994          |                |
| 29.                      | Peru                         | 1   | 1 | 0 | 0 | 003:100 | +2    | 03     | 0      | 0          | 0          | 1970         | 1970          |                |
| 30.                      | Iran                         | 1   | 1 | 0 | 0 | 002:000 | +2    | 03     | 0      | 0          | 0          | 1998         | 1998          |                |
| 30.                      | Kamerun                      | 1   | 1 | 0 | 0 | 002:000 | +2    | 03     | 0      | 0          | 0          | 2002         | 2002          |                |
| 32.                      | Schottland                   | 1   | 1 | 0 | 0 | 002:100 | +1    | 03     | 0      | 0          | 0          | 1986         | 1986          |                |
| 32.                      | Sowjetunion                  | 1   | 1 | 0 | 0 | 002:100 | +1    | 03     | 0      | 1          | 0          | 1966         | 1966          | –              |
| 34.                      | Bolivien                     | 1   | 1 | 0 | 0 | 001:000 | +1    | 03     | 0      | 0          | 0          | 1994         | 1994          |                |
| 34.                      | Paraguay                     | 1   | 1 | 0 | 0 | 001:000 | +1    | 03     | 0      | 0          | 0          | 2002         | 2002          |                |
| 36.                      | Algerien                     | 2   | 1 | 0 | 1 | 003:300 | ±0    | 03     | 0      | 0          | 0          | 1982         | 2014          |                |
| 37.                      | Ungarn                       | 2   | 1 | 0 | 1 | 006:100 | −4    | 03     | 1      | 0          | 0          | 1954         | 1954          |                |
| 38.                      | Italien                      | 5   | 0 | 2 | 3 | 004:900 | −5    | 02     | 1      | 2          | 0          | 1962         | 2006          |                |
| 39.                      | Nordirland                   | 1   | 0 | 1 | 0 | 002:200 | ±0    | 01     | 0      | 0          | 0          | 1958         | 1958          |                |
| 40.                      | Irland                       | 1   | 0 | 1 | 0 | 001:100 | ±0    | 01     | 0      | 0          | 0          | 2002         | 2002          |                |
| 40.                      | Kolumbien                    | 1   | 0 | 1 | 0 | 001:100 | ±0    | 01     | 0      | 0          | 0          | 1990         | 1990          |                |
| 42.                      | Tunesien                     | 1   | 0 | 1 | 0 | 000:000 | ±0    | 01     | 0      | 0          | 0          | 1978         | 1978          |                |
| 43.                      | Japan                        | 1   | 0 | 0 | 1 | 001:200 | −1    | 0      | 0      | 0          | 1          | 2022         | 2022          |                |
| 44.                      | DDR                          | 1   | 0 | 0 | 1 | 000:100 | −1    | 0      | 0      | 0          | 0          | 1974         | 1974          | –              |
| 44.                      | Serbien                      | 1   | 0 | 0 | 1 | 000:100 | −1    | 0      | 0      | 0          | 0          | 2010         | 2010          |                |
| 46.                      | Dänemark                     | 1   | 0 | 0 | 1 | 000:200 | −2    | 0      | 0      | 0          | 0          | 1986         | 1986          |                |
| 47.                      | Kroatien                     | 1   | 0 | 0 | 1 | 000:300 | −3    | 0      | 0      | 0          | 1          | 1998         | 1998          |                |
| Stand: 27. November 2022 |                              |     |   |   |   |         |       |        |        |            |            |              |               |                |

Anmerkung: Kursiv gesetzte Mannschaften sind nicht mehr existent, fett gesetzte Mannschaften wurden mindestens einmal Weltmeister
| Alle WM-Spiele |               |                      |                              |   |                                                          |                                              | |
| Nr.            | Datum         | Ergebnis             | Gegner                       |   | Austragungsort                                           | Anlass                                       | Bemerkungen |
| 1              | 27. Mai 1934  | 5:2                  | Belgien                      | * | Florenz (ITA), Stadio Giovanni Berta                     | Achtelfinale                                 | erstes WM-Spiel gegen Belgien |
| 2              | 31. Mai 1934  | 2:1                  | Schweden                     | * | Mailand (ITA), San Siro                                  | Viertelfinale                                | erstes WM-Spiel gegen Schweden |
| 3              | 3. Juni 1934  | 1:3                  | Tschechoslowakei             | * | Rom (ITA), Stadio Nazionale                              | Halbfinale                                   | erstes Länderspiel, erstes WM-Spiel, erste Niederlage, einzige Pflichtspielniederlage und höchste Niederlage gegen die Tschechoslowakei |
| 4              | 7. Juni 1934  | 3:2                  | Österreich                   | * | Neapel (ITA), Stadio Giorgio Ascarelli                   | Spiel um Platz 3                             | erstes WM-Spiel gegen Österreich |
| 5              | 4. Juni 1938  | 1:1 n. V.            | Schweiz                      | * | Paris (FRA), Prinzenparkstadion                          | Achtelfinale                                 | erstes Spiel der WM, erstes WM-Spiel gegen die Schweiz, Wiederholungsspiel erforderlich |
| 6              | 9. Juni 1938  | 2:4                  | Schweiz                      | * | Paris (FRA), Prinzenparkstadion                          | Achtelfinale (Wiederholungsspiel)            | einzige Pflichtspielniederlage gegen die Schweiz |
| 7              | 17. Juni 1954 | 4:1                  | Türkei                       | * | Bern (SUI), Wankdorfstadion                              | Vorrunde                                     | erstes WM-Spiel gegen die Türkei |
| 8              | 20. Juni 1954 | 3:8                  | Ungarn                       | * | Basel (SUI), St.-Jakob-Stadion                           | Vorrunde                                     | erstes WM-Spiel und höchste Niederlage gegen Ungarn höchste Niederlage in einem Weltmeisterschaftsspiel |
| 9              | 23. Juni 1954 | 7:2                  | Türkei                       | * | Zürich (SUI), Hardturm                                   | Entscheidungsspiel um den Viertelfinaleinzug | höchster Sieg gegen die Türkei |
| 10             | 27. Juni 1954 | 2:0                  | Jugoslawien                  | * | Genf (SUI), Stade des Charmilles                         | Viertelfinale                                | erstes WM-Spiel gegen Jugoslawien |
| 11             | 30. Juni 1954 | 6:1                  | Österreich                   | * | Basel (SUI), St.-Jakob-Stadion                           | Halbfinale                                   | höchster Sieg gegen Österreich |
| 12             | 4. Juli 1954  | 3:2                  | Ungarn                       | * | Bern (SUI), Wankdorfstadion                              | Finale                                       | erster Weltmeistertitel „Wunder von Bern“ |
| 13             | 8. Juni 1958  | 3:1                  | Argentinien                  | * | Malmö (SWE), Stadion Malmö                               | Vorrunde                                     | erstes Länderspiel, erstes WM-Spiel und erster Sieg gegen Argentinien erster Sieg gegen eine außereuropäische Mannschaft |
| 14             | 11. Juni 1958 | 2:2                  | Tschechoslowakei             | * | Helsingborg (SWE), Olympia                               | Vorrunde                                     | |
| 15             | 15. Juni 1958 | 2:2                  | Nordirland                   | * | Malmö (SWE), Stadion Malmö                               | Vorrunde                                     | erstes Länderspiel und erstes WM-Spiel gegen Nordirland |
| 16             | 19. Juni 1958 | 1:0                  | Jugoslawien                  | * | Malmö (SWE), Stadion Malmö                               | Viertelfinale                                | |
| 17             | 24. Juni 1958 | 1:3                  | Schweden                     | A | Göteborg (SWE), Ullevi-Stadion                           | Halbfinale                                   | „Schlacht von Göteborg“ einzige Pflichtspielniederlage gegen Schweden 61. und letztes Länderspiel von Fritz Walter |
| 18             | 28. Juni 1958 | 3:6                  | Frankreich                   | * | Göteborg (SWE), Ullevi-Stadion                           | Spiel um Platz 3                             | höchste Niederlage und erstes WM-Spiel gegen Frankreich |
| 19             | 31. Mai 1962  | 0:0                  | Italien                      | * | Santiago de Chile (CHI), Nationalstadion                 | Vorrunde                                     | erstes WM-Spiel zwischen zwei früheren Weltmeistern erstes WM-Spiel gegen Italien |
| 20             | 3. Juni 1962  | 2:1                  | Schweiz                      | * | Santiago de Chile (CHI), Nationalstadion                 | Vorrunde                                     | |
| 21             | 6. Juni 1962  | 2:0                  | Chile                        | A | Santiago de Chile (CHI), Nationalstadion                 | Vorrunde                                     | erstes WM-Spiel gegen Chile |
| 22             | 10. Juni 1962 | 0:1                  | Jugoslawien                  | * | Santiago de Chile (CHI), Nationalstadion                 | Viertelfinale                                | |
| 23             | 12. Juli 1966 | 5:0                  | Schweiz                      | * | Sheffield (ENG), Hillsborough                            | Vorrunde                                     | |
| 24             | 16. Juli 1966 | 0:0                  | Argentinien                  | * | Birmingham (ENG), Villa Park                             | Vorrunde                                     | |
| 25             | 20. Juli 1966 | 2:1                  | Spanien                      | * | Birmingham (ENG), Villa Park                             | Vorrunde                                     | erstes WM-Spiel gegen Spanien |
| 26             | 23. Juli 1966 | 4:0                  | Uruguay                      | * | Sheffield (ENG), Hillsborough                            | Viertelfinale                                | erstes WM-Spiel gegen Uruguay |
| 27             | 25. Juli 1966 | 2:1                  | Sowjetunion                  | * | Liverpool (ENG), Goodison Park                           | Halbfinale                                   | einziges WM-Spiel gegen die UdSSR |
| 28             | 30. Juli 1966 | 2:4 n. V.            | England                      | A | London (ENG), Wembley-Stadion                            | Finale                                       | „Wembley-Tor“ erstes WM-Spiel gegen England |
| 29             | 3. Juni 1970  | 2:1                  | Marokko                      | * | León (MEX), Estadio Guanajuato                           | Vorrunde                                     | erstes WM-Spiel gegen Marokko |
| 30             | 7. Juni 1970  | 5:2                  | Bulgarien                    | * | León (MEX), Estadio Guanajuato                           | Vorrunde                                     | erstes WM-Spiel gegen Bulgarien |
| 31             | 10. Juni 1970 | 3:1                  | Peru                         | * | León (MEX), Estadio Guanajuato                           | Vorrunde                                     | erstes Länderspiel und erstes WM-Spiel gegen Peru |
| 32             | 14. Juni 1970 | 3:2 n. V.            | England                      | * | León (MEX), Estadio Guanajuato                           | Viertelfinale                                | erstes WM-Spiel, das Deutschland ohne Elfmeterschießen in der Verlängerung gewinnen konnte |
| 33             | 17. Juni 1970 | 3:4 n. V.            | Italien                      | * | Mexiko-Stadt (MEX), Aztekenstadion                       | Halbfinale                                   | Das Jahrhundertspiel |
| 34             | 20. Juni 1970 | 1:0                  | Uruguay                      | * | Mexiko-Stadt (MEX), Aztekenstadion                       | Spiel um Platz 3                             | |
| 35             | 14. Juni 1974 | 1:0                  | Chile                        | H | Berlin, Olympiastadion                                   | 1. Finalrunde                                | |
| 36             | 18. Juni 1974 | 3:0                  | Australien                   | H | Hamburg, Volksparkstadion                                | 1. Finalrunde                                | erstes Länderspiel und erstes WM-Spiel gegen Australien |
| 37             | 22. Juni 1974 | 0:1                  | DDR                          | H | Hamburg, Volksparkstadion                                | 1. Finalrunde                                | einziges WM-Spiel und Länderspiel gegen die DDR |
| 38             | 26. Juni 1974 | 2:0                  | Jugoslawien                  | H | Düsseldorf, Rheinstadion                                 | 2. Finalrunde                                | |
| 39             | 30. Juni 1974 | 4:2                  | Schweden                     | H | Düsseldorf, Rheinstadion                                 | 2. Finalrunde                                | |
| 40             | 3. Juli 1974  | 1:0                  | Polen                        | H | Frankfurt, Waldstadion                                   | 2. Finalrunde                                | Wasserschlacht von Frankfurt erstes WM-Spiel gegen Polen |
| 41             | 7. Juli 1974  | 2:1                  | Niederlande                  | H | München, Olympiastadion                                  | Finale                                       | zweiter Weltmeistertitel erstes WM-Spiel gegen die Niederlande 100. WM-Tor für Deutschland durch Rekordtorschütze Gerd Müller sowie sein 62. und letztes Länderspiel und 14. WM-Tor (damit WM-Rekordtorschütze bis zum 27. Juni 2006) |
| 42             | 1. Juni 1978  | 0:0                  | Polen                        | * | Buenos Aires (ARG), El Monumental                        | 1. Finalrunde (Eröffnungsspiel)              | |
| 43             | 6. Juni 1978  | 6:0                  | Mexiko                       | * | Córdoba (ARG), Estadio Córdoba                           | 1. Finalrunde                                | höchster Sieg und erstes WM-Spiel gegen Mexiko |
| 44             | 10. Juni 1978 | 0:0                  | Tunesien                     | * | Córdoba (ARG), Estadio Córdoba                           | 1. Finalrunde                                | erstes Länderspiel und erstes WM-Spiel gegen Tunesien |
| 45             | 14. Juni 1978 | 0:0                  | Italien                      | * | Buenos Aires (ARG), El Monumental                        | 2. Finalrunde                                | |
| 46             | 18. Juni 1978 | 2:2                  | Niederlande                  | * | Córdoba (ARG), Estadio Córdoba                           | 2. Finalrunde                                | |
| 47             | 21. Juni 1978 | 2:3                  | Österreich                   | * | Córdoba (ARG), Estadio Córdoba                           | 2. Finalrunde                                | Schmach von Córdoba |
| 48             | 16. Juni 1982 | 1:2                  | Algerien                     | * | Gijón (ESP), El Molinón                                  | 1. Finalrunde                                | erstes WM-Spiel gegen Algerien |
| 49             | 20. Juni 1982 | 4:1                  | Chile                        | * | Gijón (ESP), El Molinón                                  | 1. Finalrunde                                | höchster Sieg gegen Chile |
| 50             | 25. Juni 1982 | 1:0                  | Österreich                   | * | Gijón (ESP), El Molinón                                  | 1. Finalrunde                                | Nichtangriffspakt von Gijón |
| 51             | 29. Juni 1982 | 0:0                  | England                      | * | Madrid (ESP), Estadio Santiago Bernabéu                  | 2. Finalrunde                                | |
| 52             | 2. Juli 1982  | 2:1                  | Spanien                      | A | Madrid (ESP), Estadio Santiago Bernabéu                  | 2. Finalrunde                                | |
| 53             | 8. Juli 1982  | 3:3 n. V., 5:4 i. E. | Frankreich                   | * | Sevilla (ESP), Estadio Ramón Sánchez Pizjuán             | Halbfinale                                   | Nacht von Sevilla |
| 54             | 11. Juli 1982 | 1:3                  | Italien                      | * | Madrid (ESP), Estadio Santiago Bernabéu                  | Finale                                       | |
| 55             | 4. Juni 1986  | 1:1                  | Uruguay                      | * | Querétaro (MEX), Estadio La Corregidora                  | Vorrunde                                     | |
| 56             | 8. Juni 1986  | 2:1                  | Schottland                   | * | Querétaro (MEX), Estadio La Corregidora                  | Vorrunde                                     | erstes WM-Spiel gegen Schottland |
| 57             | 13. Juni 1986 | 0:2                  | Dänemark                     | * | Querétaro (MEX), Estadio La Corregidora                  | Vorrunde                                     | erstes WM-Spiel gegen Dänemark |
| 58             | 17. Juni 1986 | 1:0                  | Marokko                      | * | Monterrey (MEX), Estadio Universitario                   | Achtelfinale                                 | |
| 59             | 21. Juni 1986 | 0:0 n. V., 4:1 i. E. | Mexiko                       | A | Monterrey (MEX), Estadio Universitario                   | Viertelfinale                                | |
| 60             | 25. Juni 1986 | 2:0                  | Frankreich                   | * | Guadalajara (MEX), Estadio Jalisco                       | Halbfinale                                   | |
| 61             | 29. Juni 1986 | 2:3                  | Argentinien                  | * | Mexiko-Stadt (MEX), Aztekenstadion                       | Finale                                       | 95. und letztes Länderspiel von Karl-Heinz Rummenigge |
| 62             | 10. Juni 1990 | 4:1                  | Jugoslawien                  | * | Mailand (ITA), Giuseppe-Meazza-Stadion                   | Vorrunde                                     | letztes Länderspiel gegen (ganz) Jugoslawien |
| 63             | 15. Juni 1990 | 5:1                  | Vereinigte Arabische Emirate | * | Mailand (ITA), Giuseppe-Meazza-Stadion                   | Vorrunde                                     | erstes Länderspiel und erstes WM-Spiel gegen die V. A. Emirate |
| 64             | 19. Juni 1990 | 1:1                  | Kolumbien                    | * | Mailand (ITA), Giuseppe-Meazza-Stadion                   | Vorrunde                                     | erstes Länderspiel und erstes WM-Spiel gegen Kolumbien |
| 65             | 24. Juni 1990 | 2:1                  | Niederlande                  | * | Mailand (ITA), Giuseppe-Meazza-Stadion                   | Achtelfinale                                 | |
| 66             | 1. Juli 1990  | 1:0                  | Tschechoslowakei             | * | Mailand (ITA), Giuseppe-Meazza-Stadion                   | Viertelfinale                                | |
| 67             | 4. Juli 1990  | 1:1 n. V., 4:3 i. E. | England                      | * | Turin (ITA), Stadio delle Alpi                           | Halbfinale                                   | |
| 68             | 8. Juli 1990  | 1:0                  | Argentinien                  | * | Rom (ITA), Stadio Olimpico                               | Finale                                       | dritter Weltmeistertitel 66. und letztes Länderspiel unter Teamchef Franz Beckenbauer |
| 69             | 17. Juni 1994 | 1:0                  | Bolivien                     | * | Chicago (USA), Soldier Field                             | Eröffnungsspiel                              | erstes Länderspiel und erstes WM-Spiel gegen Bolivien |
| 70             | 21. Juni 1994 | 1:1                  | Spanien                      | * | Chicago (USA), Soldier Field                             | Vorrunde                                     | |
| 71             | 27. Juni 1994 | 3:2                  | Südkorea                     | * | Dallas (USA), Cotton Bowl                                | Vorrunde                                     | erstes Länderspiel und erstes WM-Spiel gegen Südkorea höchster Sieg gegen Südkorea |
| 72             | 2. Juli 1994  | 3:2                  | Belgien                      | * | Chicago (USA), Soldier Field                             | Achtelfinale                                 | |
| 73             | 10. Juli 1994 | 1:2                  | Bulgarien                    | * | East Rutherford (USA), Giants Stadium                    | Viertelfinale                                | 90. und letztes Länderspiel von Rudi Völler |
| 74             | 15. Juni 1998 | 2:0                  | Vereinigte Staaten           | * | Paris (FRA), Prinzenparkstadion                          | Vorrunde                                     | erstes WM-Spiel gegen die USA |
| 75             | 21. Juni 1998 | 2:2                  | BR Jugoslawien               | * | Lens (FRA), Stade Félix Bollaert                         | Vorrunde                                     | einziges Spiel gegen (Rest-)Jugoslawien, wird laut DFB als Spiel gegen Jugoslawien gezählt |
| 76             | 25. Juni 1998 | 2:0                  | Iran                         | * | Montpellier (FRA), Stade de la Mosson                    | Vorrunde                                     | erstes Länderspiel und erstes WM-Spiel gegen den Iran |
| 77             | 29. Juni 1998 | 2:1                  | Mexiko                       | * | Montpellier (FRA), Stade de la Mosson                    | Achtelfinale                                 | |
| 78             | 4. Juli 1998  | 0:3                  | Kroatien                     | * | Lyon (FRA), Stade Gerland                                | Viertelfinale                                | erstes WM-Spiel und höchste Niederlage gegen Kroatien 100. Länderspiel unter Bundestrainer Berti Vogts; 108. und letztes Länderspiel von Jürgen Klinsmann; 105. und letztes Länderspiel von Jürgen Kohler; |
| 79             | 1. Juni 2002  | 8:0                  | Saudi-Arabien                | * | Sapporo (JPN), Sapporo Dome                              | Vorrunde                                     | erstes WM-Spiel und höchster Sieg gegen Saudi-Arabien; höchster Sieg in einem WM-Spiel |
| 80             | 5. Juni 2002  | 1:1                  | Irland                       | * | Kashima (JPN), Kashima Soccer Stadium                    | Vorrunde                                     | erstes WM-Spiel gegen Irland |
| 81             | 11. Juni 2002 | 2:0                  | Kamerun                      | * | Fukuroi (JPN), Shizuoka-Ecopa-Stadion                    | Vorrunde                                     | erstes Länderspiel und erstes WM-Spiel gegen Kamerun |
| 82             | 15. Juni 2002 | 1:0                  | Paraguay                     | * | Seogwipo (KOR), Jeju-World-Cup-Stadion                   | Achtelfinale                                 | erstes Länderspiel und erstes WM-Spiel gegen Paraguay |
| 83             | 21. Juni 2002 | 1:0                  | Vereinigte Staaten           | * | Ulsan (KOR), Ulsan-Munsu-Fußballstadion                  | Viertelfinale                                | |
| 84             | 25. Juni 2002 | 1:0                  | Südkorea                     | A | Seoul (KOR), Seoul-World-Cup-Stadion                     | Halbfinale                                   | |
| 85             | 30. Juni 2002 | 0:2                  | Brasilien                    | * | Yokohama (JPN), International Stadium                    | Finale                                       | erstes WM-Spiel gegen Brasilien |
| 86             | 9. Juni 2006  | 4:2                  | Costa Rica                   | H | München, Allianz Arena                                   | Eröffnungsspiel                              | erstes Länderspiel und erstes WM-Spiel gegen Costa Rica |
| 87             | 14. Juni 2006 | 1:0                  | Polen                        | H | Dortmund, Westfalenstadion                               | Vorrunde                                     | |
| 88             | 20. Juni 2006 | 3:0                  | Ecuador                      | H | Berlin, Olympiastadion                                   | Vorrunde                                     | erstes Länderspiel und erstes WM-Spiel gegen Ecuador |
| 89             | 24. Juni 2006 | 2:0                  | Schweden                     | H | München, Allianz Arena                                   | Achtelfinale                                 | |
| 90             | 30. Juni 2006 | 1:1 n. V., 4:2 i. E. | Argentinien                  | H | Berlin, Olympiastadion                                   | Viertelfinale                                | |
| 91             | 4. Juli 2006  | 0:2 n. V.            | Italien                      | H | Dortmund, Westfalenstadion                               | Halbfinale                                   | |
| 92             | 8. Juli 2006  | 3:1                  | Portugal                     | H | Stuttgart, Gottlieb-Daimler-Stadion                      | Spiel um Platz 3                             | erstes WM-Spiel gegen Portugal 34. und letztes Länderspiel unter Bundestrainer Jürgen Klinsmann; 86. und letztes Länderspiel von Oliver Kahn |
| 93             | 13. Juni 2010 | 4:0                  | Australien                   | * | Durban (RSA), Moses-Mabhida-Stadion                      | Vorrunde                                     | höchster Sieg gegen Australien |
| 94             | 18. Juni 2010 | 0:1                  | Serbien                      | * | Port Elizabeth (RSA), Nelson-Mandela-Bay-Stadion         | Vorrunde                                     | erste und höchste Niederlage und erstes WM-Spiel gegen Serbien |
| 95             | 23. Juni 2010 | 1:0                  | Ghana                        | * | Johannesburg (RSA), Soccer City                          | Vorrunde                                     | erstes Duell zweier Brüder bei einer Fußball-Weltmeisterschaft zwischen Jérôme Boateng und Kevin-Prince Boateng erstes WM-Spiel gegen Ghana |
| 96             | 27. Juni 2010 | 4:1                  | England                      | * | Bloemfontein (RSA), Free-State-Stadion                   | Achtelfinale                                 | höchster Sieg gegen England; „Umgekehrtes Wembley-Tor“, höchste WM-Niederlage für England 50. Länderspieltor von Miroslav Klose |
| 97             | 3. Juli 2010  | 4:0                  | Argentinien                  | * | Kapstadt (RSA), Green Point Stadium                      | Viertelfinale                                | höchster Sieg gegen Argentinien; 100. Länderspiel von Miroslav Klose; 200. WM-Tor durch Thomas Müller und 14. WM-Tor von Miroslav Klose (Einstellung des deutschen Rekords von Gerd Müller) |
| 98             | 7. Juli 2010  | 0:1                  | Spanien                      | * | Durban (RSA), Moses-Mabhida-Stadion                      | Halbfinale                                   | |
| 99             | 10. Juli 2010 | 3:2                  | Uruguay                      | * | Port Elizabeth (RSA), Nelson-Mandela-Bay-Stadion         | Spiel um Platz 3                             | |
| 100            | 16. Juni 2014 | 4:0                  | Portugal                     | * | Salvador da Bahia (BRA), Arena Fonte Nova                | Vorrunde                                     | 100. Spiel bei einer Weltmeisterschaft |
| 101            | 21. Juni 2014 | 2:2                  | Ghana                        | * | Fortaleza (BRA), Estádio Plácido Aderaldo Castelo        | Vorrunde                                     | Miroslav Klose stellt mit seinem 70. Länderspiel- und 15. WM-Tor den Rekord von Ronaldo ein; 100. Länderspiel von Per Mertesacker |
| 102            | 26. Juni 2014 | 1:0                  | Vereinigte Staaten           | * | Recife (BRA), Arena Pernambuco                           | Vorrunde                                     | |
| 103            | 30. Juni 2014 | 2:1 n. V.            | Algerien                     | * | Porto Alegre (BRA), Estádio Beira-Rio                    | Achtelfinale                                 | Erster Sieg gegen Algerien |
| 104            | 4. Juli 2014  | 1:0                  | Frankreich                   | * | Rio de Janeiro (BRA), Maracanã                           | Viertelfinale                                | |
| 105            | 8. Juli 2014  | 7:1                  | Brasilien                    | A | Belo Horizonte (BRA), Estádio Governador Magalhães Pinto | Halbfinale                                   | 50. WM-K.-o.-Spiel, höchster Sieg gegen Brasilien, erster Sieg in Brasilien gegen Brasilien, höchste Heimniederlage für Brasilien, höchste Niederlage eines WM-Gastgebers, 16. WM-Tor durch Miroslav Klose, 2000. Tor für Deutschland durch Thomas Müller, erstes WM-Spiel bei dem zwei Spieler (Klose und Müller) mitspielten die 10 oder mehr Tore bei WM-Turnieren erzielt hatten, durch das 4:0 von Toni Kroos hat Deutschland als zweite Mannschaft (nach Brasilien) eine Tordifferenz von +100 in WM-Spielen. |
| 106            | 13. Juli 2014 | 1:0 n. V.            | Argentinien                  | * | Rio de Janeiro (BRA), Maracanã                           | Finale                                       | vierter Weltmeistertitel erste europäische Mannschaft wird in Amerika Weltmeister 113. und letztes Länderspiel von Philipp Lahm 137. und letztes Länderspiel von Miroslav Klose 104. und letztes Länderspiel von Per Mertesacker |
| 107            | 17. Juni 2018 | 0:1                  | Mexiko                       | * | Moskau (RUS), Olympiastadion Luschniki                   | Vorrunde                                     | |
| 108            | 23. Juni 2018 | 2:1                  | Schweden                     | * | Sotschi (RUS), Olympiastadion Sotschi                    | Vorrunde                                     | |
| 109            | 27. Juni 2018 | 0:2                  | Südkorea                     | * | Kasan (RUS), Kasan-Arena                                 | Vorrunde                                     | Erstes Aus in der Vorrunde |
| 110            | 23. Nov. 2022 | 1:2                  | Japan                        | * | ar-Rayyan (QAT)                                          | Vorrunde                                     | Erstes WM-Spiel gegen Japan |
| 111            | 27. Nov. 2022 | 1:1                  | Spanien                      | * | al-Chaur (QAT)                                           | Vorrunde                                     | |
| 112            | 1. Dez. 2022  | 4:2                  | Costa Rica                   | * | al-Chaur (QAT)                                           | Vorrunde                                     | Erstes WM-Spiel, das von einer Schiedsrichterin (Stéphanie Frappart/Frankreich) geleitet wurde |

## Bilanzen
(Stand: 27. November 2022)

### Bilanzen gegen die anderen Weltmeister bei Weltmeisterschaften
- Argentinien: 7 Spiele (3× Finale, 2× Viertelfinale), 4 Siege, 2 Remis (1 Sieg n. E.), 1 Niederlage, 12:5 Tore (4:2 i. E.)[122]
- England: 5 Spiele (1× Finale, 1× Halbfinale, 1× Viertelfinale, 1× Achtelfinale), 2 Siege, 2 Remis (1 Sieg n. E.), 1 Niederlage, 10:8 Tore (4:3 i. E.)
- Italien: 5 Spiele (1× Finale, 2× Halbfinale, 1× 2. Finalrunde), 2 Remis, 3 Niederlagen, 4:9 Tore
- Spanien: 5 Spiele (1× Halbfinale), 2 Siege, 2 Remis, 1 Niederlage, 6:5 Tore
- Uruguay: 4 Spiele (1× Viertelfinale, 2× Platz 3), 3 Siege, 1 Remis, 9:3 Tore
- Frankreich: 4 Spiele (2× Halbfinale, 1× Platz 3, 1× Viertelfinale), 2 Siege, 1 Remis (1 Sieg i. E.), 1 Niederlage, 9:9 Tore (5:4 i. E.)
- Brasilien: 2 Spiele (1× Finale, 1× Halbfinale), 1 Sieg, 1 Niederlage, 7:3 Tore

Deutschland spielte als einziger Weltmeister gegen die anderen Weltmeister jeweils mindestens einmal im Halbfinale (Brasilien 2014, England 1990, Frankreich 1982 und 1986, Italien 1970 und 2006, Spanien 2010), Spiel um Platz 3 (Frankreich 1958, Uruguay 1970 und 2010) oder Finale (Argentinien 1986, 1990 und 2014, Brasilien 2002, England 1966, Italien 1982).

### Bilanzen gegen andere Mannschaften bei Weltmeisterschaften mit mindestens zwei Spielen
- Jugoslawien/ BR Jugoslawien: 6 Spiele (3× Viertelfinale und 1× 2. Finalrunde), 4 Siege, 1 Remis, 1 Niederlage, 11:4 Tore
- Schweden: 5 Spiele (1× Halbfinale, 1× 2. Finalrunde der besten 8 Mannschaften, 1× Achtelfinale), 4 Siege, 1 Niederlage, 11:7 Tore
- Österreich: 4 Spiele (1× Halbfinale, 1× Platz 3, 1× 2. Finalrunde der besten 8 Mannschaften), 3 Siege, 1 Niederlage, 12:6 Tore
- Mexiko: 4 Spiele (1× Viertelfinale, 1× Achtelfinale), 2 Siege, 1 Remis (1 Sieg n. E.), 1 Niederlage, 8:2 Tore
- Schweiz: 4 Spiele (1× Achtelfinale), 2 Siege, 1 Remis, 1 Niederlage, 10:6 Tore
- Chile: 3 Spiele, 3 Siege, 7:1 Tore
- Vereinigte Staaten: 3 Spiele (1× Viertelfinale), 3 Siege, 4:0 Tore
- Niederlande: 3 Spiele (1× Finale, 1× 2. Finalrunde, 1× Achtelfinale), 2 Siege, 1 Remis, 6:4 Tore
- Polen: 3 Spiele (1× 2. Finalrunde der besten 8 Mannschaften), 2 Siege, 1 Remis, 2:0 Tore
- Südkorea: 3 Spiele (1× Halbfinale), 2 Siege, 1 Niederlage 4:4 Tore
- Tschechoslowakei: 3 Spiele (1× Halbfinale, 1× Viertelfinale), 1 Sieg, 1 Remis, 1 Niederlage, 4:5 Tore
- Türkei: 2 Spiele, 2 Siege, 11:3 Tore
- Australien: 2 Spiele, 2 Siege, 7:0 Tore
- Portugal: 2 Spiele (1× Platz 3), 2 Siege, 7:1 Tore
- Belgien: 2 Spiele (2× Achtelfinale), 2 Siege, 8:4 Tore
- Costa Rica: 2 Spiele, 2 Siege, 8:4 Tore
- Marokko: 2 Spiele (1× Achtelfinale), 2 Siege, 3:1 Tore
- Bulgarien: 2 Spiele (1× Viertelfinale), 1 Sieg, 1 Niederlage 6:4 Tore
- Ghana: 2 Spiele, 1 Sieg, 1 Niederlage 3:2 Tore
- Algerien: 2 Spiele (1× Achtelfinale), 1 Sieg, 1 Niederlage 3:3 Tore
- Ungarn: 2 Spiele (1× Finale), 1 Sieg, 1 Niederlage, 6:10 Tore

Jugoslawien ist nach Argentinien häufigster Gegner der deutschen Mannschaft bei WM-Turnieren, davon dreimal hintereinander im Viertelfinale – 1954 (2:0), 1958 (1:0) und 1962 (0:1). Danach folgen Schweden mit fünf, Österreich und die Schweiz mit je 4 Begegnungen.
Von den 24 Mannschaften, gegen die Deutschland mehr als einmal spielte, ist sie nur gegen Australien, Belgien, Chile, Marokko, Portugal und die Türkei ohne Verlustpunkte und nur gegen Australien, Polen und die USA ohne Gegentor.
Deutschland spielte 1954 gegen Ungarn und die Türkei jeweils zweimal gegen den gleichen Gegner während desselben Turniers: Gegen die Türkei gab es nach Abschluss der Vorrunde ein Entscheidungsspiel und auf den Endspielgegner Ungarn traf man schon während der Vorrunde.

### Bilanzen gegen die WM-Gastgeber
- Schweden: Halbfinale 1958 – 1:3
- Chile: Vorrunde 1962 – 2:0
- England: Finale 1966 – 2:4 n. V.
- Spanien: Zwischenrunde 1982 – 2:1
- Mexiko: Viertelfinale 1986 – 4:1 i. E.
- Südkorea: Halbfinale 2002 – 1:0
- Brasilien: Halbfinale 2014 – 7:1 (höchste Niederlage eines WM-Gastgebers)

Bei 20 WM-Teilnahmen traf Deutschland bisher siebenmal auf den jeweiligen WM-Gastgeber, davon nur einmal in der Vorrunde. Lediglich bei den Auslosungen für die Turniere 1954, 1962, 1970 und 2022 bestand die Möglichkeit, dass Deutschland in der Gruppenphase auf den Gastgeber traf, was dann aber nur 1962 passierte. Während man bei der WM 1958 in Schweden im Halbfinale und 1966 in England im Finale dem Gastgeber unterlag, konnte sich Deutschland fünfmal gegen den Gastgeber durchsetzen: bei der WM 1962 konnte in der Vorrunde Gastgeber Chile im letzten Gruppenspiel bezwungen werden, wodurch die deutsche Mannschaft als Gruppensieger das Viertelfinale erreichte, Chile aber ebenfalls in die K.o.-Runde einzog und am Ende Dritter wurde, wogegen Deutschland im Viertelfinale ausschied. Bei der WM 1982 schied Gastgeber Spanien in der 2. Runde nach einer Niederlage gegen Deutschland aus, 1986 in Mexiko siegte Deutschland im Viertelfinale gegen den Gastgeber im Elfmeterschießen, 2002 in Japan und Südkorea besiegte Deutschland im Halbfinale Co-Gastgeber Südkorea und 2014 in Brasilien setzte sich Deutschland erneut im Halbfinale gegen den Gastgeber durch.
Als Gastgeber der WM 1974 konnte Deutschland den Titel erringen, während man 2006 gegen den späteren Weltmeister Italien im Halbfinale ausschied und letztlich den dritten Platz erreichte.

## Rekorde
(Stand 6. Dezember 2022)

### Mannschaft
- Deutschland bestritt nach Brasilien (114) die meisten WM-Spiele (112)
- Deutschland schaffte (zusammen mit Brasilien/1930–1958) die längsten Serien mit mindestens einem Tor pro Spiel: 1934–1958 und 1986–1998 je 18 Spiele
- Deutschland bestritt die meisten K.-o.-Spiele: 51, davon 36 gewonnen (4 im Elfmeterschießen), 1× Remis (Spiel wurde anschließend wiederholt)
- Deutschland und Italien bestritten die meisten Spiele mit Verlängerung: je 11
- Deutschland und Argentinien gewannen die meisten Elfmeterschießen: 4 von 4 bzw. 4 von 5
- Deutschland wurde als erstes Land zum ersten und zweiten Mal Weltmeister im Land eines anderen Weltmeisters: 1990 in Italien und 2014 in Brasilien.
- Deutschland wurde als erste europäische Mannschaft auf dem amerikanischen Kontinent Weltmeister: 2014
- Deutschland wurde als erster amtierender Europameister auch Weltmeister: 1974
- Deutschland gewann als erster Weltmeister ein offizielles Eröffnungsspiel: 1994 mit 1:0 gegen Bolivien.
- Deutschland war am häufigsten unter den besten acht Mannschaften (17 von 20 = 85 %)
- Deutschland war am häufigsten im Halbfinale bzw. unter den besten vier Mannschaften (13×[124])
- Deutschland erreichte als erste Mannschaft viermal in Folge das Halbfinale (2002–2014)
- Deutschland war am häufigsten im Finale (8×[125])
- Deutschland wurde am häufigsten Zweiter und Dritter (je 4×)
- Deutschland stand als einzige Mannschaft in allen Dekaden – außer den 2020ern – in denen Weltmeisterschaften stattfanden (1930er, 1950er, 1960er, 1970er, 1980er, 1990er, 2000er und 2010er Jahre) mindestens einmal im Halbfinale und erreichte dabei mindestens den 3. Platz.
- Die häufigste Paarung im Finale: Deutschland – Argentinien (3×: 1986, 1990 und 2014)
- Die häufigste Paarung im Spiel um Platz 3: Deutschland – Uruguay (2×)
- Die häufigsten Halbfinalpaarungen (je 2×) waren Deutschland gegen Frankreich und Deutschland gegen Italien.
- Die häufigste Viertelfinalpaarung war Deutschland gegen Jugoslawien (3×)
- Das Spiel Deutschland gegen Italien 1962 (Vorrunde) war das erste und das Spiel Deutschland gegen Uruguay 1966 (Viertelfinale) war das zweite Spiel von zwei ehemaligen Weltmeistern bei einer Weltmeisterschaft gegeneinander. Da das Spiel 1962 remis endete, war der 4:0-Sieg 1966 der erste Sieg eines ehemaligen Weltmeisters gegen einen ehemaligen Weltmeister bei einer WM.
- Deutschland stand als erste Mannschaft 3× nacheinander im Finale: 1982, 1986, 1990
- Deutschland gewann als erste europäische Mannschaft und als bisher einzige europäische Mannschaft auf neutralem Platz ein WM-Finale gegen eine südamerikanische Mannschaft: 1990 gegen Argentinien in Rom (Italien)
- Deutschland gewann als erste europäische Mannschaft ein WM-Finale in Südamerika gegen eine südamerikanische Mannschaft: 2014 gegen Argentinien in Rio de Janeiro.
- Höchster Sieg gegen einen WM-Gastgeber und höchster Sieg in einem Halbfinale: 7:1 gegen Brasilien 2014
- Deutschland schaltete am häufigsten (4×) den Gastgeber aus: 1982 Spanien in der 2. Finalrunde, 1986 Mexiko im Viertelfinale, 2002 Südkorea und 2014 Brasilien im Halbfinale
- Die meisten Tore in der kürzesten Zeit: 4 Tore in 6 Minuten beim 7:1 gegen Brasilien (2014)
- Die höchsten Siege bei vier Turnieren:
  - 1966: Deutschland – Schweiz 5:0 Vorrunde (zudem mit dem 4:0 gegen Uruguay im Viertelfinale der zweithöchste Sieg)
  - 1978: Deutschland – Mexiko 6:0 Vorrunde (in der Zwischenrunde zudem Argentinien – Peru 6:0)
  - 2002: Deutschland – Saudi-Arabien 8:0 (Vorrunde)
  - 2014: Deutschland – Brasilien 7:1 (Halbfinale)
- Die meisten Tore bei vier Turnieren, dabei als einzige Mannschaft zwei- und dreimal nacheinander:
  - 1990: 15
  - 2006: 14
  - 2010: 16
  - 2014: 18
- Deutschland erzielte 8× (1934, 1954, 1966, 1990, 2002, 2006, 2010 und 2014) vier oder mehr Tore in Auftaktspielen. Brasilien (1938, 1950, 1954 und 1970) und Ungarn (1934, 1938, 1954 und 1982) gelang dies nur 4×.
- Deutschland ist die zweite Mannschaft mit einer Tordifferenz von +100 in WM-Spielen. Dies wurde am 8. Juli 2014 mit dem zwischenzeitlichen 4:0 beim 7:1-Halbfinalsieg gegen Brasilien erreicht. Mittlerweile beträgt die Tordifferenz +102. Nur nach dem 3:8 gegen Ungarn im Vorrundenspiel 1954 hatte Deutschland eine negative Tordifferenz (−1). Die erste Mannschaft mit einer Tordifferenz von +100 ist Brasilien, das am 4. Juni 2002 mit dem 4:0-Endstand gegen China diese Marke erreichte, vor dem Halbfinale 2014 bei +128 lag und nun bei 124. Die nächstfolgende Mannschaft Italien hat eine Tordifferenz von +51.
- Deutschland ist das erste Land, das den seit 1974 vergebenen FIFA-WM-Pokal zum dritten Mal gewann. Anders als der Coupe Jules Rimet, der 1970 an den ersten dreimaligen Gewinner Brasilien ging, bleibt der FIFA-WM-Pokal aber dauerhaft im Besitz der FIFA.
- Die wenigsten Niederlagen in Qualifikationsspielen: 3 (davon keine Auswärtsniederlage)

### Spieler
- Die meisten WM-Tore: Miroslav Klose – 16 bei 4 Turnieren
- Der erste Spieler, der bei einer WM einen „lupenreinen“ Hattrick schoss: Edmund Conen am 27. Mai 1934 im Spiel gegen Belgien, Endstand 5:2
- Einziger Spieler mit mindestens je vier Toren bei drei Weltmeisterschaften: Miroslav Klose: 2002 (5), 2006 (5), 2010 (4)
- Erster Spieler mit mindestens je drei Toren bei drei Weltmeisterschaften: Jürgen Klinsmann: 1990 (3), 1994 (5), 1998 (3)
- Erster Spieler mit mindestens je einem und einzige Spieler mit mindestens je zwei Toren bei vier Weltmeisterschaften: Uwe Seeler: 1958 (2), 1962 (2), 1966 (2) und 1970 (3) und Miroslav Klose: 2002 (5), 2006 (5), 2010 (4), 2014 (2)
- Die meisten Spieler mit mindestens 10 WM-Toren: Miroslav Klose (16), Gerd Müller (14), Jürgen Klinsmann (11), Helmut Rahn (10), Thomas Müller (10)
- Die meisten Spieler mit mindestens 4 WM-Toren: 19
- Thomas Müller ist der erste WM-Torschützenkönig, dem bei der folgenden WM 5 Tore gelangen.
- Die meisten K.-o.-Spiele: Miroslav Klose: 14 (2002–2014)
- Die meisten Siege (ohne Siege in Elfmeterschießen): Miroslav Klose 17 (Stand: 15. Juli 2018)
- Die meisten Teilnahmen an WM-Turnieren: Lothar Matthäus (1982–1998), Antonio Carbajal, Andrés Guardado, Rafael Márquez und Guillermo Ochoa (Mexiko, 1950–1966, 2006–2022, 2002–2018 bzw. 2006–2022), Gianluigi Buffon (Italien, 1998–2014), Lionel Messi (Argentinien, 2006–2022) sowie Cristiano Ronaldo (Portugal, 2006–2022)  je 5
- Die zweitmeisten WM-Spiele: Lothar Matthäus – 25
- Einziger Spieler, der viermal im Halbfinale stand: Miroslav Klose (2002, 2006, 2010, 2014)
- Die meisten Kopfballtore in einem Weltmeisterschaftsturnier: Miroslav Klose – 5 von 5 Treffern durch Kopfbälle in 7 Begegnungen bei der WM 2002.
- Drei deutschen Spielern gelangen drei Tore in Auftaktspielen:
  - Edmund Conen (1934)
  - Miroslav Klose (2002)
  - Thomas Müller (2014)
- Zwei deutsche Spieler erzielten WM-Jubiläums-Tore:
  - 400. Tor: Max Morlock – das 6:1 beim 7:2 im Entscheidungsspiel gegen die Türkei am 23. Juni 1954
  - 800. Tor: Gerd Müller – das 5:1 beim 5:2 gegen Bulgarien in der Vorrunde am 7. Juni 1970
- Deutschland ist die erste Mannschaft, die in einem WM-Finale vier Spieler mit mehr als 100 Länderspielen eingesetzt hat: 2014 – Miroslav Klose (137. und letztes Spiel), Philipp Lahm (113. und letztes Spiel), Bastian Schweinsteiger (108.) und Per Mertesacker (104. und letztes Spiel, eingewechselt in der 120. Minute)

### Trainer
- Die meisten Spiele als Trainer: 25, Helmut Schön (1966–1978).
- Die meisten Siege als Trainer: 16, Helmut Schön
- Deutsche Trainer standen bei 142 WM-Spielen, davon alle 112 der deutschen Mannschaft an der Seitenlinie. Nur brasilianische Trainer kommen auf mehr WM-Spiele (162).

### Negativrekorde
- Die meisten Gegentore insgesamt: 130
- Die meisten Gegentore bei zwei Turnieren:
  - 1934: 08 in 4 Spielen
  - 1970: 10 in 6 Spielen
- Die meisten Niederlagen in K.-o.-Spielen (inkl. Entscheidungs- und Platzierungsspiele, Stand 15. Juli 2018): 14, davon 3× in der Verlängerung
- Die meisten Verwarnungen bei einem Turnier: 1966 – 4 in 6 Spielen

### Höchste Siege und Niederlagen
Die deutsche Mannschaft erzielte ihre höchsten Siege (davon drei bei der WM 2010 und drei bei der WM 2014) gegen folgende Länder bei WM-Turnieren:
- Algerien: Achtelfinale 2014 – 2:1 (erster Sieg gegen Algerien nach zwei Niederlagen)
- Argentinien: Viertelfinale 2010 – 4:0 (höchste Niederlage für Argentinien in einer K.-o.-Runde)
- Australien: Vorrunde 2010 – 4:0 (höchste WM-Niederlage für Australien)
- Bolivien: Vorrunde 1994 – 1:0 (bisher einziges Spiel)
- Brasilien: Halbfinale 2014 – 7:1 (eine der beiden höchsten Niederlagen für Brasilien, höchste Niederlage eines WM-Gastgebers)
- Chile: Vorrunde 1982 – 4:1 (eine der beiden höchsten WM-Niederlagen für Chile)
- Costa Rica: Vorrunde 2006 und 2022 – 4:2 (bisher einzige Spiele)
- Ecuador: Vorrunde 2006 – 3:0 (erstes Spiel gegen Ecuador, höchste WM-Niederlage für Ecuador)
- England: Achtelfinale 2010 – 4:1 (höchste WM-Niederlage für England)
- Iran: Vorrunde 1998 – 2:0 (zusätzlich ein Freundschaftsspiel mit identischem Resultat)
- Mexiko: Vorrunde 1978 – 6:0 (höchste WM-Niederlage für Mexiko)
- Österreich: Halbfinale 1954 – 6:1 (höchste WM-Niederlage für Österreich)
- Paraguay: Achtelfinale 2002 – 1:0 (erstes Spiel gegen Paraguay)
- Peru: Vorrunde 1970 – 3:1 (erstes Spiel gegen Peru)
- Portugal: Vorrunde 2014 – 4:0 (höchste WM-Niederlage für Portugal)
- Saudi-Arabien: Vorrunde 2002 – 8:0 (höchster deutscher WM-Sieg, höchste WM-Niederlage für Saudi-Arabien)
- Südkorea: Vorrunde 1994 – 3:2 und Halbfinale 2002 – 1:0
- Türkei: Vorrunde 1954, Entscheidungsspiel – 7:2 (höchste WM-Niederlage für die Türkei)

Gegen folgende Länder kassierte die deutsche Mannschaft ihre höchsten Niederlagen bei WM-Turnieren. Gegen alle ist es die einzige Niederlage bei einer WM. Nach zwei dieser Niederlagen (1954 und 1974) wurde Deutschland Weltmeister.
- DDR: Vorrunde 1974 – 0:1 (einziges Spiel gegen die DDR)
- Frankreich: Spiel um Platz 3 1958 – 3:6 (einzige Niederlage Deutschlands in einem Spiel um Platz 3)
- Japan : Vorrunde 2022 – 1:2 (erste Niederlage)
- Kroatien: Viertelfinale 1998 – 0:3 (bis 2014 höchster WM-Sieg für Kroatien, höchste Niederlage Deutschlands in einem Viertelfinale)
- Serbien: Vorrunde 2010 – 0:1 (einzige Niederlage gegen Serbien, erster WM-Sieg für Serbien)
- Südkorea: Vorrunde 2018 – 0:2 (zudem eine 1:3-Niederlage in einem Freundschaftsspiel)
- Tschechoslowakei: Halbfinale 1934 – 1:3 (erste Niederlage bei einer WM, einzige Niederlage bei einer WM gegen die Tschechoslowakei)
- Ungarn: Vorrunde 1954 – 3:8 (höchste deutsche WM-Niederlage, einzige Niederlage in der Gruppenphase bis 1974)

Dreizehn Länder kassierten ihre höchste Niederlage in einem WM-Spiel gegen Deutschland, nur gegen Brasilien gab es mehr (14):
- Australien: Vorrunde 2010 – 0:4
- Belgien: Achtelfinale 1934 – 2:5 (zudem 0:3 – Vorrunde 1930 gegen die USA, 1:4 – Vorrunde 1954 gegen Italien und 1970 gegen die UdSSR, 0:3 – 2. Finalrunde 1982 gegen Polen)
- Brasilien: Halbfinale 2014 – 1:7
- Chile: Vorrunde 1982 – 1:4 (zudem 1:4 und 0:3 – Achtelfinale 1998 und 2010 gegen Brasilien)
- England: Achtelfinale 2010 – 1:4
- Ecuador. Vorrunde 2006 – 0:3
- Mexiko: Vorrunde 1978 – 0:6
- Österreich: Halbfinale 1954 – 1:6
- Portugal: Vorrunde 2014 – 0:4
- Saudi-Arabien: Vorrunde 2002 – 0:8
- Schweiz: Vorrunde 1966 – 0:5 (zudem 1:6 – Achtelfinale 2022 gegen Portugal)
- Türkei: Vorrunde/Entscheidungsspiel um Platz 2 – 2:7
- Vereinigte Arabische Emirate: Vorrunde 1990 – 1:5

## Diskografie
Seit der Fußball-Weltmeisterschaft in der Bundesrepublik Deutschland 1974 wurden bis einschließlich 1994 von der Nationalmannschaft „WM-Lieder“ mit bekannten Produzenten und Musikern aufgenommen.